# Angola
Angola, cuyo nombre oficial es República de Angola, es un país ubicado al sur de África que tiene fronteras con Namibia por el sur, con Zambia por el sureste, con la República Democrática del Congo por el norte y el noreste y con la República del Congo por el noroeste, mientras que hacia el oeste tiene costa en el océano Atlántico. Su capital es Luanda y al norte del país se encuentra el exclave de Cabinda, que tiene fronteras con la República del Congo y con la República Democrática del Congo.
Los portugueses estuvieron presentes en diversos puntos de la costa que hoy pertenece a Angola desde el siglo XVI e interactuaron de diversas maneras con los nativos. La presencia portuguesa se afianzó en el siglo XIX con su penetración hacia el interior del territorio y su ocupación efectiva para considerarla una colonia de los europeos, tal y como se estipuló en la conferencia de Berlín de 1884/85. La consolidación de la colonización no se produjo sino hasta la década de 1920, después del sometimiento del pueblo mbunda y el secuestro de su rey, Mwene Mbandu Kapova I.
Angola consiguió su independencia de Portugal el 11 de noviembre de 1975, después de una larga guerra (de 1961 a 1975). Sin embargo, una vez emancipado, el nuevo país se vio inmerso en una intensa y larga guerra civil, que duró desde 1975 hasta 2002. El país posee abundantes yacimientos minerales y petrolíferos y su economía ha crecido a un ritmo muy alto desde los años 1990, especialmente desde el final de la guerra civil. Por eso el nivel de vida es alto en las ciudades y pueblos de la costa, pero en el interior todavía hay pobreza. Los índices de expectativa de vida son mayor que los de sus países vecinos y la mortalidad infantil está entre las más bajas de África.
Su sistema de gobierno es la democracia multipartidista, con un régimen presidencialista. Es miembro de la Unión Africana, de la Comunidad de Países de Lengua Portuguesa y de la Comunidad de Desarrollo de África Austral.

## Toponimia
El vocablo «Angola» es la forma portuguesa de la palabra quimbundu (lengua de la familia bantú) N'gola, que hace referencia al título de los jefes del Reino de Ndongo que existía en los siglos XV a XVI, cuando los portugueses se establecieron en Luanda. A partir del título, el reino fue llamado Angola Dongo por los europeos. En cuanto a la palabra en sí misma, se vincula a ngolo que significa «fuerza».

## Historia

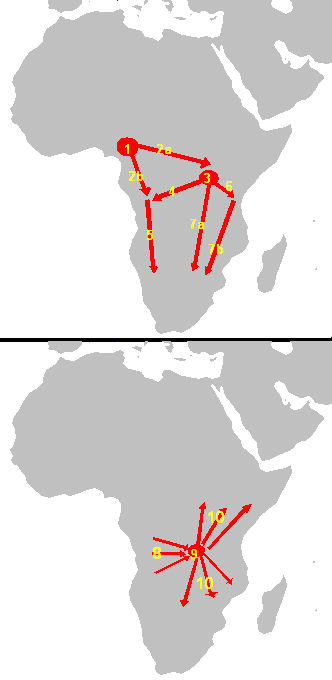
Expansión bantú.

Los primeros habitantes conocidos del área de la actual Angola vivían allí desde alrededor de 25 000 a. C. o 23 000 a. C. Fueron cazadores y recolectores joisanes, poco numerosos y bastante dispersos. Con la expansión de los pueblos bantúes, que alcanzaron el actual territorio de Angola algún tiempo antes del año 1000 d. C., fueron absorbidos por estos o se dispersaron en dirección al sur. Algunos grupos reducidos aún se encuentran en el sur de Angola, otros al norte de Botsuana y de Namibia.
Los bantúes eran un pueblo de cazadores y recolectores cuando estaban en movimiento, pero se convirtieron en agricultores y criaron ganado cuando llegaban a zonas despobladas donde establecían asentamientos permanentes. Probablemente comenzaran sus migraciones desde lo que hoy es la frontera entre Nigeria y Camerún. Su expansión se dio en grupos pequeños, que se reubicaron en respuesta a circunstancias ecológicas, económicas o políticos. Los pueblos de habla bantú trajeron consigo tecnologías como la fundición del hierro y la alfarería.
Después de 1000 d. C. varios grupos de habla bantú establecieron Estados centralizados en el norte y centro de lo que hoy es Angola. Mientras que en el norte de Angola se formaron Estados más grandes, los ovimbundu se organizaron en varios reinos pequeños de diversas ideas e instituciones políticas organizados en torno al parentesco y la localidad. La gente común podía restringir el poder de los reyes mediante consejos de aldea que se eligieron, en cierta medida, democráticamente.
Un número considerable de bantúes llegó a Angola probablemente a principios del siglo XIII. A través de los siglos XIV y XVII, establecieron en el espacio de la Angola contemporánea una serie de reinos, siendo el principal el Reino del Congo. Este comprendió al noroeste de Angola actual, al oeste de la República Democrática del Congo y de la República del Congo y al sur del actual Gabón. Su apogeo se dio durante los siglos XII a XVII.
En 1482 o 1483 una flota portuguesa comandada por Diogo Cão llegó a la desembocadura del río Congo. Ese fue el primer contacto europeo con los antepasados de los actuales angoleños, concretamente con el Reino del Congo, y el preludio del proceso colonizador que a lo largo de cinco siglos pasó por períodos muy diferentes.

### Periodo colonial

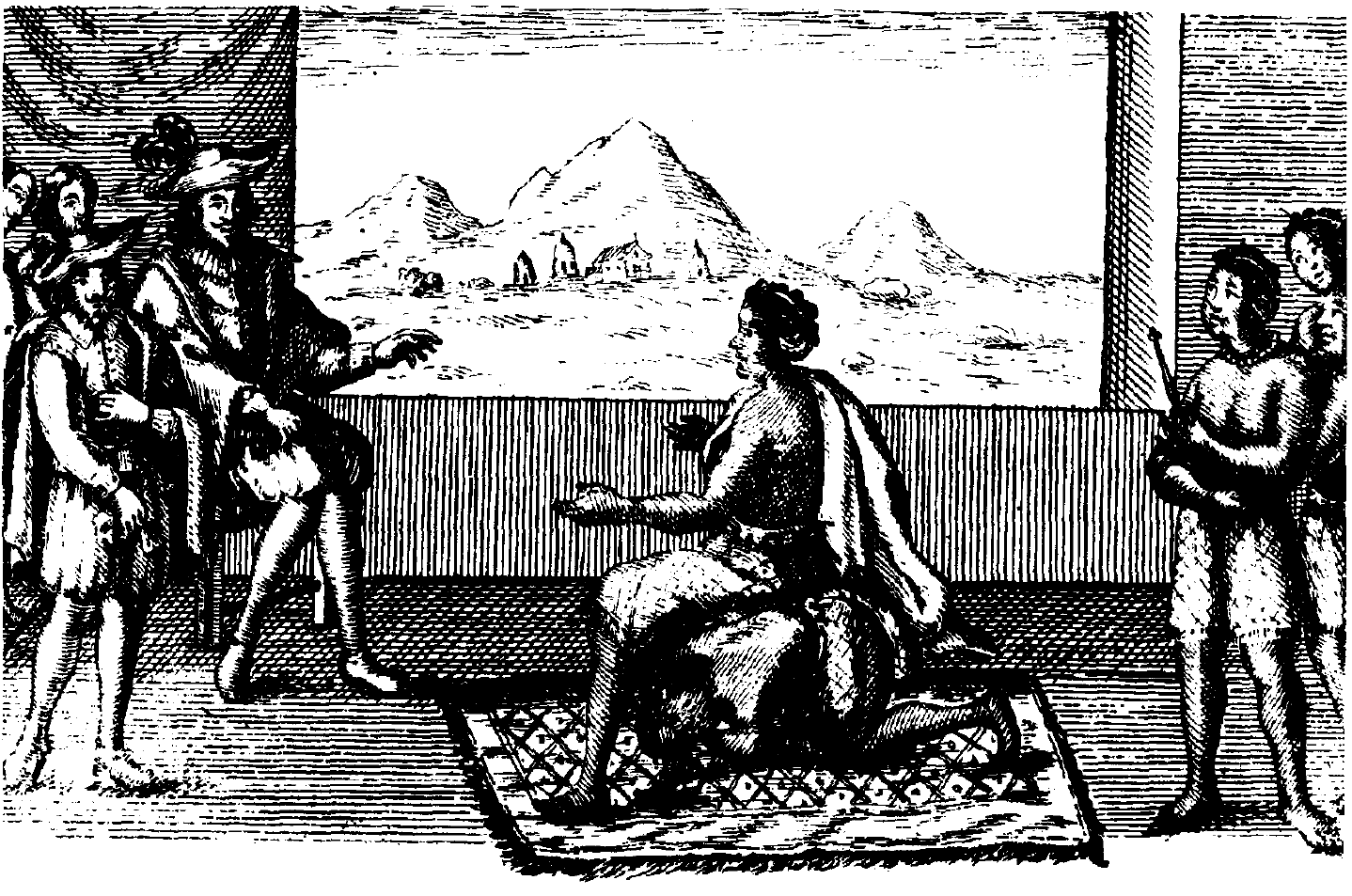
Litografía de la reina Nzinga durante los acuerdos de paz con el gobernador portugués en 1657.

Portugal llegó al río Congo en 1482 o 1483 y en el territorio existía el Reino del Congo, que se extendía al sur del río Congo y al este del río Kasai. Probablemente fue el más grande de los reinos del norte de Angola. Habitado por gente hablante de la lengua bakongo, se formó cerca de 1390 alrededor de una gran ciudad, Mbanza Kongo. Se estima que en 1490 el reino tuvo unos tres millones de habitantes. El contacto con los portugueses condujo a la cristianización del Reino del Congo, mezclándose creencias locales tradicionales con la nueva fe católica.
La conquista de lo que hoy es Angola por los portugueses duró unos 425 años o unos 340 años, dependiendo de lo que se considere su principio, la llegada de misioneros en el Reino del Congo en los años 1490 o el establecimiento de una colonia portuguesa en Luanda en 1575. Finalizó en 1915, cuando el último rey en el territorio fue derrotado por los portugueses. A lo largo del siglo XVI los portugueses tomaron gradualmente el control de la franja costera a través de una serie de tratados y guerras, formando así la colonia de Angola, todavía de pequeña dimensión, y que pertenecería a España de 1580 a 1640, debido a su unión con Portugal.
Al principio, la colonia se basó en el interés de Portugal en la trata de esclavos. Si bien la esclavitud existía en el Reino del Congo antes de la llegada de los portugueses, se llevó a cabo a una escala mucho mayor y de una forma mucho más brutal después. Al principio el rey congolés pudo evitar que se esclavizara a sus súbditos, vendiendo a gente de otros reinos, que habían sido vencidos en guerras, al Imperio portugués. Luego, el comercio atlántico de esclavos desestabilizó el Reino del Congo. Entre 1580 y 1680 más de un millón de esclavos fueron llevados de Angola a Brasil.
Antes de 1641, el Reino del Congo pudo defenderse contra el ejército portugués, pero en ese año una de las provincias más ricas del reino declaró su independencia. Estalló una guerra civil en el reino. Mientras tanto, también en 1641, los neerlandeses ocuparon Luanda, la capital de la colonia, hasta que, en 1648, Portugal retomó la ciudad. Inició un proceso de conquista militar de los Estados de Congo y Ndongo que terminó con la victoria de los portugueses en 1665 (sobre Congo) y 1671 (sobre Ndongo).
A partir de los años 1700, el Reino del Congo fue un Estado descentralizado dependiente de mano de obra esclava. Durante este siglo, los reyes se eligieron por clanes. En el siglo XVIII la economía de los portugueses en Angola estaba dominada por el tráfico de esclavos. «Los esclavos eran obtenidos por agentes, llamados pombeiros, que recorrían el interior, generalmente siguiendo rutas establecidas a lo largo de los ríos. Compraban a esclavos, llamados peças (piezas), a los jefes locales, a cambio de mercancías como telas y vino. Los pombeiros regresaban a Luanda o Benguela con cuadrillas encadenadas de varios centenares de cautivos, la mayoría desnutridos y en mal estado por el arduo viaje a pie. En la costa, se les alimentaba mejor y se les preparaba para la travesía marítima. Antes de embarcar, fueron bautizados en masa por sacerdotes católicos romanos. La travesía del Atlántico en los barcos hacinados e insalubres duraba entre cinco semanas y dos meses. Muchos cautivos murieron en el camino. [...] Desde el fin del siglo XVI hasta 1836, cuando Portugal abolió el tráfico de esclavos, salieron de Angola hasta dos millones de esclavos en dirección al Nuevo Mundo.» Si se toma en consideración el número de cautivos que murieron en el camino, Angola podría haber perdido hasta cuatro millones de personas a causa del tráfico de esclavos. En 1807, el tráfico de esclavos fue prohibido en el Imperio británico y en 1833, la esclavitud. En 1836 el tráfico de esclavos fue prohibido oficialmente por el Gobierno portugués, pero no terminó en el área de la actual Angola. En 1853 Brasil prohibió la importación de esclavos. Ya que solamente estaba prohibido el tráfico de esclavos pero no la esclavitud, que no fue prohibida en Angola hasta 1875 y que continuó hasta muy entrados los años 1900 en muchos lugares, los portugueses continuaron usando esclavos angoleños para la explotación de cacao, caña de azúcar, caucho y diamantes de la colonia. Aun a mediados del siglo XX existían diferentes formas de esclavitud y trabajos forzados en Angola y hasta en los años 1960 hubo angoleños que fueron obligados a trabajar en minas en Sudáfrica.
Después del tráfico de esclavos, el comercio con marfil y caucho se convirtió en una parte importante de la economía angoleña. En 1880 el Reino del Congo consistía principalmente en pequeñas aldeas descentralizadas dedicadas al comercio. En la Conferencia de Berlín, que tuvo lugar entre 1884 y 1885, el Reino del Congo fue repartido entre Portugal y Bélgica, con Portugal recibiendo la mayor parte. El control administrativo total portugués del interior no ocurrió hasta comienzos del siglo XX.[cita requerida] En los tempranos años 1900 el Reino del Congo perdió todas las formas de autonomía que aún poseía y se integró en la colonia portuguesa de Angola. Hasta 1904, todos los reinos ovimbundus fueron integrados en la colonia de Angola. La última etnia en ser sometida fueron los kuanyama, en 1915. A medidados de los años 1920, la colonia de Angola tenía aproximadamente las fronteras que tiene el país de Angola actualmente.
A principio de los años 1900, colonos europeos llegaron al país. Entre ellos, judíos que huyeron de la persecución en Portugal. En 1920, unos 20 000 europeos vivieron en Angola y en esa década también llegaron muchos colonos bóeres de Sudáfrica.
Entre 1926 y 1974, Portugal fue una dictadura, con António de Oliveira Salazar ocupando el puesto de primer ministro de 1932 a 1968. Salazar veía a los africanos como mano de obra barata, pero ya en 1926 se introdujeron en Angola leyes que preveían una segregación entre angoleños con antepasados africanos y angoleños con antepasados europeos. Bajo Salazar, toda la gente de Angola fue categorizada o como «nativa» o como «ciudadana». Las personas consideradas «nativas» tenían que pagar un impuesto de capitación y podían ser reclutadas para realizar trabajos forzados. Para convertirse en «ciudadanos», los «nativos» tenían que demostrar a las autoridades coloniales que eran monógamos, hablaban portugués con fluidez, comían con cuchillo y tenedor y vestían ropa europea. En este periodo los portugueses también emprendieron la conquista sistemática de las áreas angoleñas todavía no bajo control directo del Gobierno portugués y lo consiguieron en 1920, excepto por las áreas remotas del sureste. Entonces se derrocaron los reinos.
En los años 1930, el Gobierno portugués de António Salazar redujo los fondos para la colonización de Angola, por lo cual hubo menos portugueses en Angola. En mayo de 1930 el Gobierno portugués aprobó el Acto Colonial, que centralizó la administración del Imperio portugués y limitó el poder de los gobernadores generales. En 1931 se inauguró una línea ferroviaria entre Angola y el Congo.
Entre 1939 y 1943 el ejército portugués llevó a cabo operaciones contra el pueblo nómada mucubal, acusado de rebelión, que provocaron la muerte de la mitad de su población. Los supervivientes fueron encarcelados en campos de concentración y enviados a campos de trabajos forzados, donde la gran mayoría pereció debido a la brutalidad del sistema de trabajo, la desnutrición y las ejecuciones.

Escudo de armas (1951-1975).

Después de la Segunda Guerra Mundial, a partir de 1945, hubo una gran demanda de café en el mundo y en los treinta años siguientes la industria cafetera angoleña se expandiría hasta que produjo 200 000 toneladas de café al año en 1975. La mayor parte del café se produjo en grandes plantaciones que pertenecían a colonos de ascendencia europea. En el norte hubo campesinos de ascendencia africana con pequeñas parcelas. Sin embargo frecuentemente perdieron estas cuando ya no podían pagar los préstamos que habían pedido contra su futura cosecha para comprar artículos de primera necesidad. En 1951, la colonia fue recategorizada como una provincia de ultramar, llamada también África Occidental Portuguesa. Aunque la esclavitud oficialmente había sido prohibida en 1875, se estima que en 1954 todavía unos 300 000 personas en Angola eran esclavos.
Desde los años 1960 tres movimientos lucharon por la independencia en Angola:
- El Movimiento Popular de Liberación de Angola (Movimento Popular de Libertação de Angola, MPLA),[38] de ideología marxista,[39] desde los años 1990 socialdemócrata,[40] con una base  étnica entre los ambundu o kimbundu y apoyado por otros países africanos, Cuba y la Unión Soviética.[41]
- El Frente Nacional para la Liberación de Angola (Frente Nacional de Libertação de Angola, FNLA),[38] con una base étnica entre los bakongo, que se convirtió en un movimiento nacionalista[17] y que fue apoyado por los EE. UU., Zaire, China y Corea del Norte,[42] entre otros.
- La Unión Nacional para la Independencia Total de Angola (União Nacional para a Independência Total de Angola, UNITA),[38] liderada por Jonas Savimbi y con una base étnica entre los ovimbundu y chokwe, en el centro y sur del país, que al principio era un partido maoísta, pero que luego se opuso a la política de izquierdas. Recibió apoyo de Sudáfrica y los EE. UU.[43]

El 4 de febrero de 1961 empezó la guerra de la independencia de Angola, una guerra de guerrillas que duraría trece años hasta el 25 de abril de 1974, cuando el primer ministro dictatorial de Portugal fue derrocado en un golpe de Estado, relativamente pacífico, conocido como la Revolución de los Claveles. Oficialmente, la guerra de independencia angoleña fue terminada mediante el Acuerdo de Alvor, firmado el 15 de enero de 1975. Angola logró su independencia el 11 de noviembre de 1975.

### Periodo autónomo
Ya antes de la independencia, en agosto de 1975, estalló la guerra civil angoleña entre el MPLA, la UNITA y el FNLA, los tres apoyados por fuerzas externas.

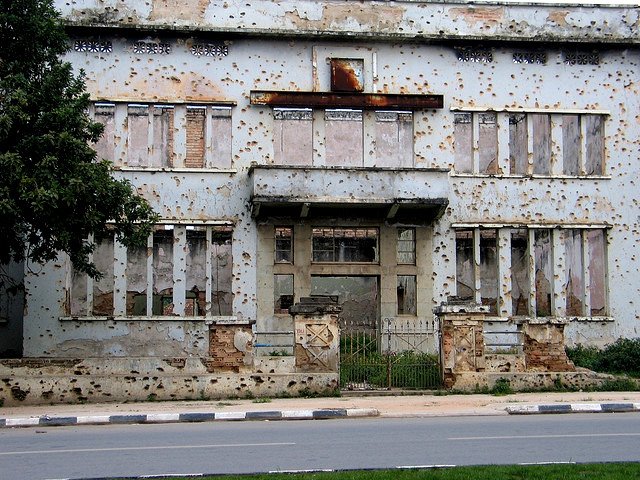
Fachada de un edificio en Huambo (Angola) con impactos de bala producidos durante la guerra civil.

El MPLA, de inspiración izquierdista, logró derrotar al FNLA en la batalla de Kifangondo a las puertas de Luanda, con apoyo de fuerzas cubanas, guineanas y katanguesas (de Katanga, provincia escindida de Zaire que posteriormente volvería a su soberanía).[cita requerida] El 11 de noviembre de 1975 Portugal, no reconociendo ninguno de los movimientos angoleños como Gobierno, cedió la independencia al pueblo de Angola. El MPLA controlaba la capital y se declaró Gobierno de Angola, siendo reconocido por muchos países africanos, pero la UNITA y el FNLA también declararon un Gobierno, desde la ciudad de Huambo.
En 1976, el FNLA, apoyado por el Zaire, fue derrotado en la Operación Carlota, dejando al MPLA, respaldado por Cuba y la Unión Soviética y la UNITA apoyada por la Sudáfrica del apartheid a luchar por el poder.
Se ha realizado un gran esfuerzo en el campo de la educación y la alfabetización de adultos, especialmente en los centros urbanos. En 1986, el número de alumnos de primaria superaba el millón y medio, y casi medio millón de adultos aprendieron a leer y escribir. El idioma de enseñanza sigue siendo principalmente el portugués, pero se han realizado experimentos para introducir el estudio de las lenguas africanas locales desde los primeros años de escolaridad.
En enero de 1984 se negoció un acuerdo. Sudáfrica obtuvo de Angola la promesa de retirar su apoyo a la SWAPO (movimiento de independencia de Namibia establecido en Angola desde 1975) a cambio de la evacuación de las tropas sudafricanas de Angola. A pesar de este acuerdo, Sudáfrica, bajo el pretexto de perseguir a los guerrilleros de la SWAPO, llevó a cabo operaciones a gran escala en suelo angoleño cuando UNITA estaba siendo atacada por las fuerzas del gobierno angoleño. Paralelamente, Sudáfrica estuvo organizando ataques en Angola. En mayo de 1985, una patrulla angoleña interceptó a un comando sudafricano en Malongo que estaba a punto de sabotear instalaciones petroleras.
Estados Unidos proporcionaron misiles tierra-aire Stinger a los rebeldes a través de la base Kamina en el sur del Zaire, una base que Estados Unidos consideraría reactivar permanentemente. La ayuda de Estados Unidos incluiría también armas antitanque para que UNITA pueda resistir mejor las ofensivas cada vez más amenazadoras del ejército de Luanda contra las zonas que siguieron bajo su control en el este y el sudeste del país.
En 1991, luego de la batalla en Cuito Cuanavale en 1988, tras largas negociaciones, Sudáfrica y Cuba aceptaron retirarse de Namibia y Angola respectivamente. Entonces, el gobierno de Angola y la UNITA acordaron convertir a Angola en un Estado multipartidista. Sin embargo, después de que José Eduardo dos Santos, del MPLA, ganara las elecciones presidenciales supervisadas por observadores internacionales, la UNITA volvió a desatar las hostilidades alegando fraude, alegación que no fue avalada por los observadores.
Un nuevo acuerdo de paz en 1994 (Protocolo de Lusaka) entre el gobierno y la UNITA vio la integración de ex insurgentes de la UNITA en el gobierno. Un gobierno de unidad nacional se instaló en 1997. Sin embargo, la UNITA alegó que el gobierno no estaba cumpliendo los acuerdos y reanudó las hostilidades en 1998. Esta vez la ONU aprobó una censura contra la UNITA. El presidente José Eduardo dos Santos suspendió el funcionamiento regular de las instancias democráticas debido al conflicto y lanzó una ofensiva mayor que aplastó las fuerzas convencionales de la UNITA en 1999 y recapturó las ciudades principales. La UNITA anunció una vuelta a la guerra de guerrillas.

Mapa con las principales ciudades. Al norte del país, junto a la costa, está el enclave de Cabinda.

El 22 de febrero de 2002, Jonas Savimbi, el líder de la UNITA, fue abatido en una emboscada en la provincia de Moxico y se alcanzó un alto el fuego entre las dos facciones. La UNITA dejó la lucha armada y se transformó definitivamente en un partido político.
En 2008 se llevaron a cabo elecciones parlamentarias, después de diez años de suspensión de garantías y procedimientos democráticos, con la aprobación en lo general por parte de los observadores internacionales, quienes denunciaron también varias irregularidades. En las elecciones, el MPLA se impuso por una mayoría abrumadora. Sin embargo, bajo la constitución adoptada en 2010, ya no habrá lugar a elecciones presidenciales, pues el puesto de presidente lo ocupará el líder del partido que obtenga la mayoría en el Parlamento.
Algunos de los principales problemas de Angola son una seria crisis humanitaria como consecuencia de la prolongada guerra, la abundancia de minas antipersonas, y las acciones de los movimientos guerrilleros como el Frente para la Liberación del Enclave de Cabinda (FLEC), que luchan por la independencia del enclave norteño de Cabinda a fin de lograr una república independiente. Las enormes reservas de petróleo de la región son asimismo uno de los parámetros del conflicto, pues su producción es fundamental para la economía angoleña y el volumen de su extracción corresponde a más de la mitad del PIB. Aunque el escaso apoyo de las autoridades congoleñas actuales hacia este grupo guerrillero ha reducido su actividad, sus acciones siguen movilizando al ejército angoleño.
Angola, como muchas naciones subsaharianas, está sujeta a epidemias periódicas de enfermedades infecciosas. A partir de abril de 2005, Angola está en el medio de una epidemia del virus Marburg, el cual se está convirtiendo en la peor epidemia de fiebre hemorrágica registrada en la historia, con más de 237 muertes registradas de los 261 casos registrados, y se ha extendido a siete de las dieciocho provincias a partir del 19 de abril de 2005.

## Gobierno y política

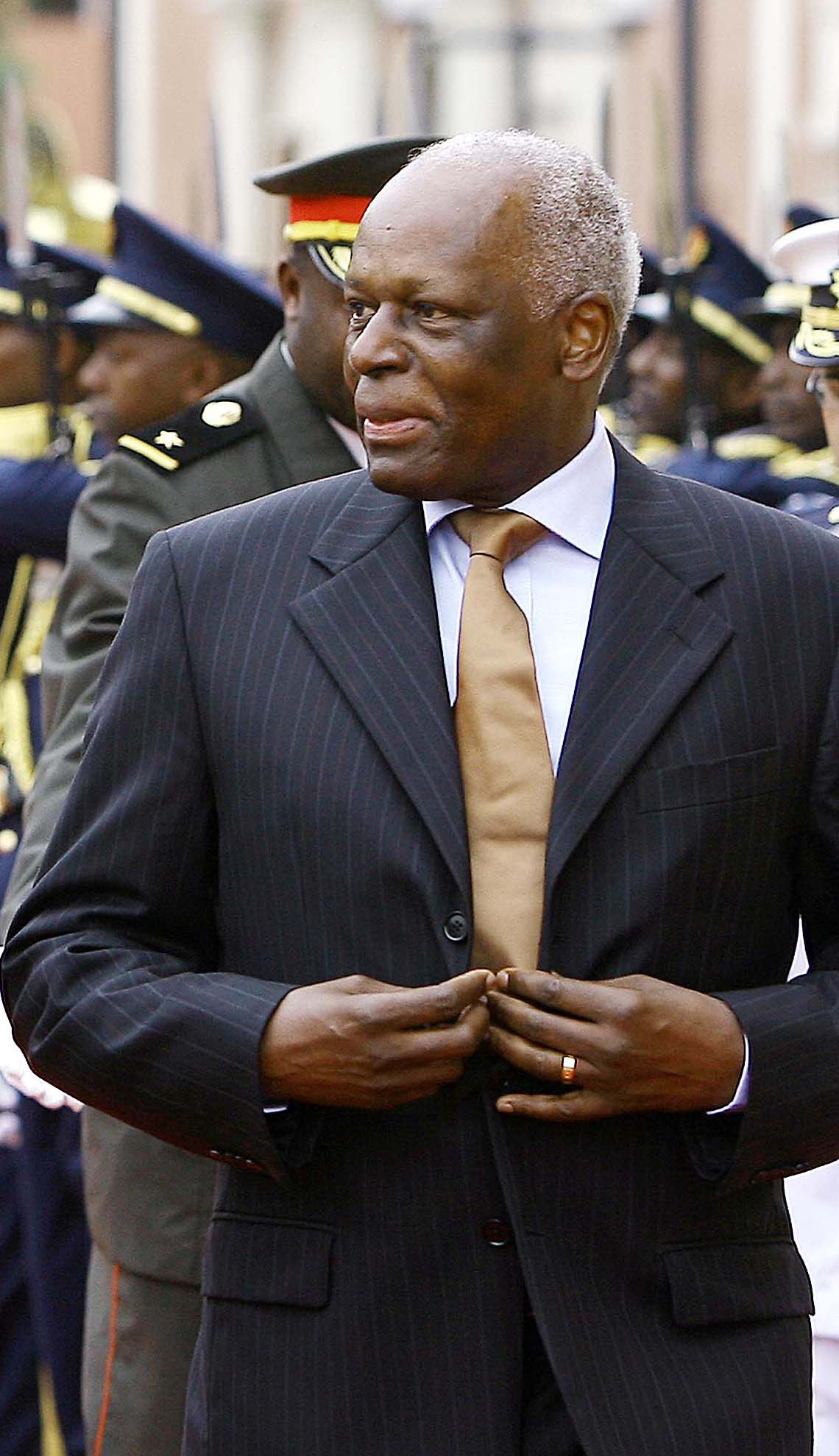
El expresidente de la república angoleña, José Eduardo dos Santos.

Angola estuvo sumida en la guerra civil desde 1975, cuando se independizó de Portugal y el Movimiento Popular de Liberación de Angola (MPLA) tomó el poder, hasta 2002. 
El opositor principal del MPLA fue la Unión Nacional para la Independencia Total de Angola (UNITA). En 1990 se firma un acuerdo de paz que abre la puerta a un sistema multipartidista, con una constitución adoptada en 1992 y a elecciones legislativas y presidenciales, realizadas en el mismo año. El MPLA obtiene la mayoría absoluta en las primeras, aunque no en las segundas, pero la UNITA no reconoce estos resultados y vuelve de inmediato a la guerra civil - aunque sus diputados participen normalmente en los trabajos de la Asamblea Nacional. En 1998 es constituido un Gobierno de Unidad y Reconciliación Nacional (GURN), dominado por el MPLA pero con ministros de la UNITA y del FNLA, pero al mismo tiempo la guerra continúa hasta 2002, terminando con la muerte de Jonas Savimbi, líder de la UNITA. 
De acuerdo con la constitución de 1992, el ejecutivo del gobierno se compone del presidente, el primer ministro y el Consejo de Ministros. Durante las décadas de 1990 y 2000, el poder político se ha concentrado de hecho en la Presidencia que lo ha ejercido de forma bastante autoritaria. El Consejo de Ministros, integrado por todos los ministros, se reúne regularmente
Las últimas elecciones parlamentarias se celebraron en agosto de 2017, siendo ganador el partido MPLA, con el 61 % de los votos. En 2010 fue adoptada una nueva constitución que consagra la posición dominante del presidente: la división entre los tres poderes es abolida, explícita e implícitamente; el puesto de primer ministro es también abolido, y sus funciones son asumidas por el presidente; este es el comandante supremo de las Fuerzas Armadas y determina la composición del Supremo Tribunal de Justicia. Las elecciones presidenciales son igualmente abolidas y la constitución consagra el principio de que el presidente del partido más votado se torna presidente del Estado.

### Fuerzas armadas
Las Fuerzas Armadas de Angola (FAA) están dirigidas por un jefe de gabinete que depende del ministro de Defensa. Son tres divisiones: el Ejército (Exército), la Armada (Marinha de Guerra, SMG), y la Fuerza Aérea Nacional (Força Aérea Nacional, FAN). El número total de efectivos es de 110.000. El ejército es por mucho el mayor de los servicios con cerca de 100 000 hombres y mujeres. Los efectivos de la Marina cerca de 3000 y operan varias pequeñas embarcaciones de patrulla y barcazas. España pretendió vender el portaaviones Príncipe de Asturias (R-11), una Corbeta tipo Descubierta, Aviones Harrier, Helicópteros, Buques de transporte, así como otros efectivos navales. Dicha operación fue cancelada por la Marina de Guerra Angolana (MGA).

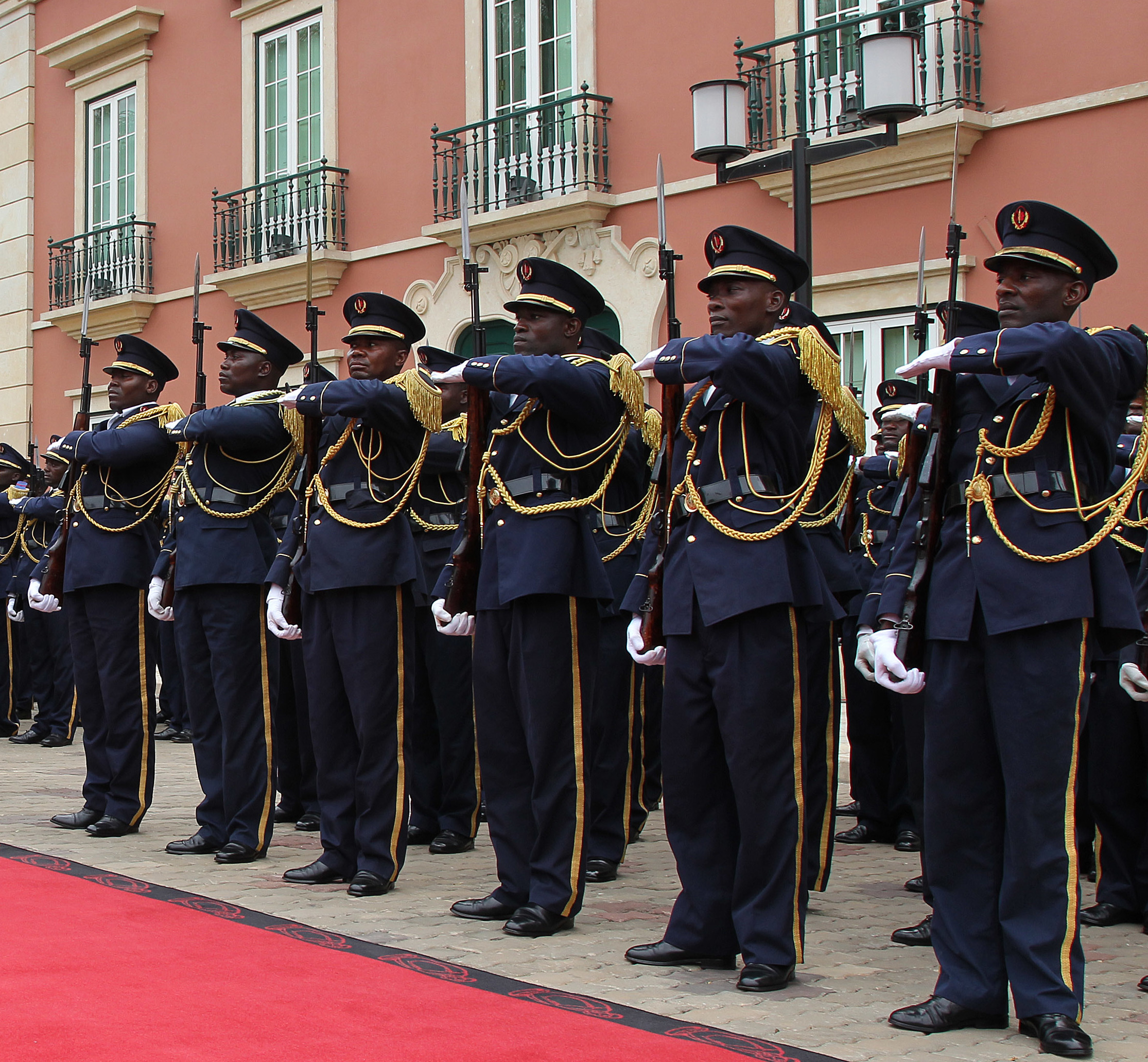
Soldados de las Fuerzas Armadas de Angola

La Fuerza Aérea cuyo personal asciende a alrededor de 7000, y su equipo incluye cazas Mig-23, bombarderos y aviones de transporte Il-86 e Il-76. Hay también 312 Tucano de fabricación brasileña para la formación del personal, L-39 de fabricación checa como entrenadores y bombarderos, Zlín checos para entrenamiento y una variedad de aviones de fabricación occidental como C-212 Aviocar, Sud Aviation Alouette III, etc. Un pequeño número de personal de la FAA está estacionado en la República Democrática del Congo (Kinshasa) y la República del Congo (Brazzaville).

### Policía
Los servicios de la Policía Nacional son: Orden Público, de Investigación Criminal, Tráfico y Transporte, investigación e inspección de las Actividades Económicas, Impuestos y Supervisión de la Frontera, la Policía antidisturbios y la Policía de Intervención Rápida. La Policía Nacional se encuentra en proceso de poner en marcha una división aérea, que proporcionará apoyo de helicópteros para las operaciones de la policía. La Policía Nacional también está desarrollando sus capacidades de investigación criminal y forense. La Policía Nacional tiene unos 6000 agentes de patrulla, 2500 fiscales y de supervisión de fronteras, 182 y 100 investigadores de delitos de crímenes financieros de detectives y alrededor de 90 inspectores de la Actividad Económica.
La Policía Nacional ha implementado un plan de modernización y desarrollo para aumentar la capacidad y eficiencia de la fuerza total. Además de la reorganización administrativa, los proyectos de modernización incluyen la adquisición de nuevos vehículos, aeronaves y equipos, la construcción de nuevas comisarías de policía y de los laboratorios forenses, reestructurando los programas de capacitación y la sustitución de fusiles AKM con Uzi 9 mm para los agentes de policía en zonas urbanas.

### Derechos humanos
En materia de derechos humanos, respecto a la pertenencia a los siete organismos de la Carta Internacional de Derechos Humanos, que incluyen al Comité de Derechos Humanos (HRC), Angola ha firmado o ratificado:
| Angola | Tratados internacionales | Tratados internacionales | Tratados internacionales | Tratados internacionales | Tratados internacionales  | Tratados internacionales  | Tratados internacionales | Tratados internacionales | Tratados internacionales  | Tratados internacionales  | Tratados internacionales | Tratados internacionales | Tratados internacionales | Tratados internacionales | Tratados internacionales | Tratados internacionales  | Tratados internacionales | Tratados internacionales |
| --- | --- | ------------------------ | --- | --- | ------------------------- | ------------------------- | ------------------------ | --- | ------------------------- | ------------------------- | ------------------------ | ------------------------ | ------------------------ | ------------------------ | ------------------------ | ------------------------- | ------------------------ | ------------------------ |
| Angola | CESCR | CESCR                    | CCPR | CCPR | CCPR                      | CERD                      | CED                      | CEDAW | CEDAW                     | CAT                       | CAT                      | CRC                      | CRC                      | CRC                      | CRC                      | MWC                       | CRPD                     | CRPD                     |
| Angola | CESCR | CESCR-OP                 | CCPR | CCPR-OP1 | CCPR-OP2-DP               | CERD                      | CED                      | CEDAW | CEDAW-OP                  | CAT                       | CAT-OP                   | CRC                      | CRC-OP-AC                | CRC-OP-SC                | CRC-OP-CP                | MWC                       | CRPD                     | CRPD-OP                  |
| Pertenencia | Angola ha reconocido la competencia de recibir y procesar comunicaciones individuales por parte de los órganos competentes. | Sin información.         | Angola ha reconocido la competencia de recibir y procesar comunicaciones individuales por parte de los órganos competentes. | Angola ha reconocido la competencia de recibir y procesar comunicaciones individuales por parte de los órganos competentes. | Ni firmado ni ratificado. | Ni firmado ni ratificado. | Sin información.         | Angola ha reconocido la competencia de recibir y procesar comunicaciones individuales por parte de los órganos competentes. | Ni firmado ni ratificado. | Ni firmado ni ratificado. | Sin información.         | Firmado y ratificado.    | Firmado y ratificado.    | Firmado y ratificado.    | Sin información.         | Ni firmado ni ratificado. | Sin información.         | Sin información.         |
| Firmado y ratificado, firmado, pero no ratificado, ni firmado ni ratificado, sin información, ha accedido a firmar y ratificar el órgano en cuestión, pero también reconoce la competencia de recibir y procesar comunicaciones individuales por parte de los órganos competentes. | |                          | | |                           |                           |                          | |                           |                           |                          |                          |                          |                          |                          |                           |                          |                          |

El Gobierno angoleño ha sido denunciado por organizaciones como Human Rights Watch o Amnistía Internacional por la violación de derechos humanos y torturas, especialmente hacia los activistas de los derechos humanos y a los activistas por la independencia de Cabinda.

### Política exterior

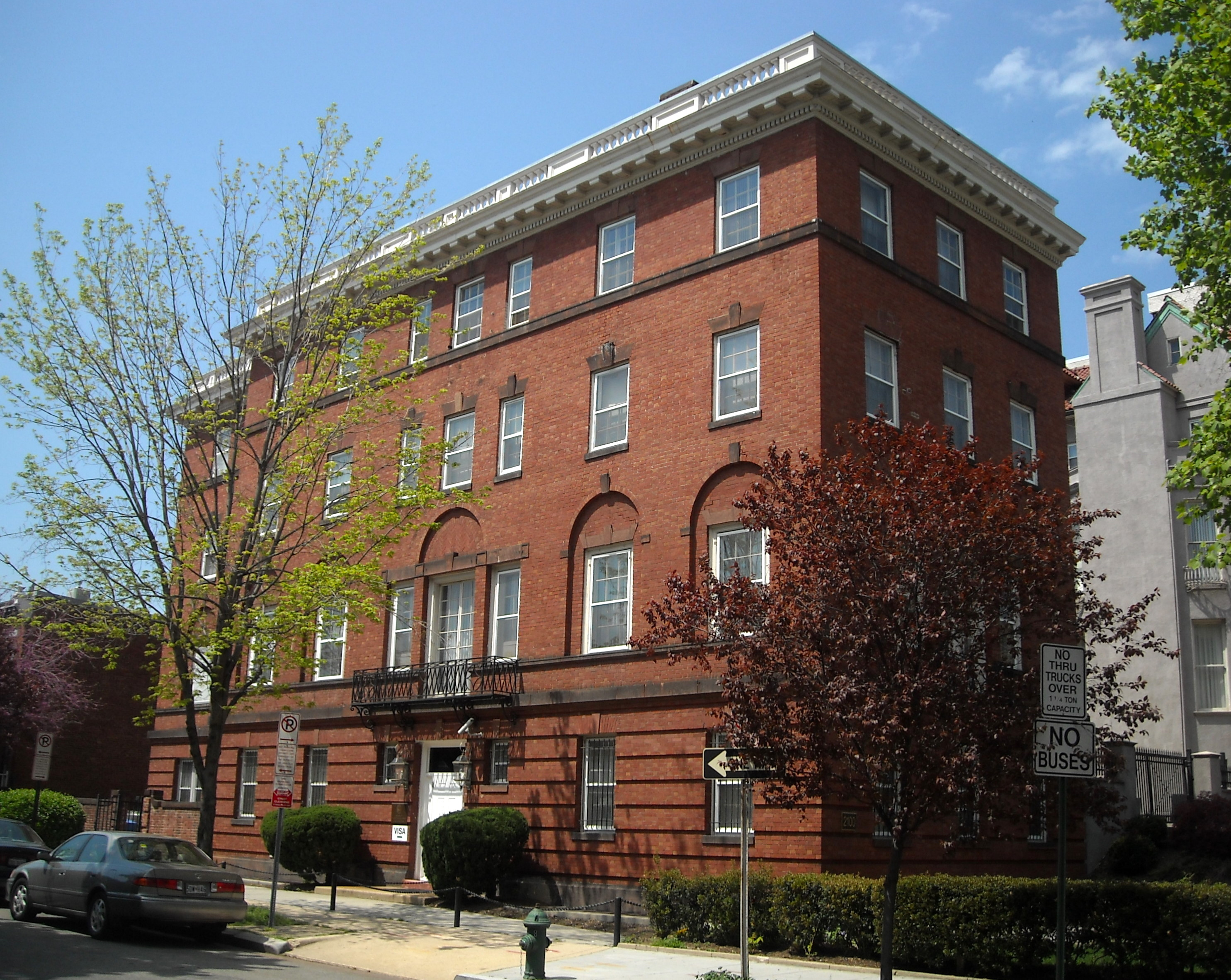
Embajada de Angola en Washington D. C..

Angola es uno de los Estados miembros fundadores de la Comunidad de Países de Lengua Portuguesa (CPLP), también conocida como la Comunidad Lusófona, una organización internacional y asociación política de naciones lusófonas de cuatro continentes, donde el portugués es lengua oficial o una de las más importantes.
El 16 de octubre de 2014, Angola fue elegida por segunda vez miembro no permanente del Consejo de Seguridad de las Naciones Unidas, con 190 votos favorables de un total de 193. El mandato comenzó el 1 de enero de 2015 y expiró el 31 de diciembre de 2016.
Desde enero de 2014, la República de Angola también presidió la Conferencia Internacional para la Región de los Grandes Lagos (CIRGL). En 2015, el secretario ejecutivo de la CIRGL, Ntumba Luaba, dijo que Angola es el ejemplo a seguir por los miembros de la organización, debido a los significativos progresos realizados durante los 12 años de paz, concretamente en términos de estabilidad socioeconómica y político-militar.

### Constitución
La Constitución de 2010 establece las líneas generales de la estructura de gobierno y delimita los derechos y deberes de los ciudadanos. El sistema jurídico se basa en la ley portuguesa y el derecho consuetudinario, pero es débil y fragmentado, y los tribunales solo funcionan en 12 de los más de 140 municipios. Un Tribunal Supremo actúa como tribunal de apelación; un Tribunal Constitucional no tiene poderes de revisión judicial. Los gobernadores de las 18 provincias son nombrados por el presidente. Tras el final de la guerra civil, el régimen recibió presiones internas y de la comunidad internacional para ser más democrático y menos autoritario. Su reacción fue aplicar una serie de cambios sin modificar sustancialmente su carácter.
La nueva Constitución, aprobada en 2010, suprimió las elecciones presidenciales, introduciendo un sistema en el que el presidente y el vicepresidente del partido político que gane las elecciones parlamentarias se convierten automáticamente en presidente y vicepresidente. Directa o indirectamente, el presidente controla todos los demás órganos del Estado, por lo que no hay separación de poderes de facto. En las clasificaciones utilizadas en el derecho constitucional, este gobierno entra en la categoría de régimen autoritario.

## Organización territorial

Provincias de Angola.

Angola está dividida en 21 provincias:
| Provincia       | Código ISO 3122-2 | Centro administrativo (municipio) | Municipios (2025) |
| --------------- | ----------------- | --------------------------------- | ----------------- |
| Bengo           | AO-BGO            | Dande                             | 12                |
| Benguela        | AO-BGU            | Benguela                          | 23                |
| Bié             | AO-BIE            | Cuíto                             | 19                |
| Cabinda         | AO-CAB            | Cabinda                           | 10                |
| Cuando          | ?                 | Mavinga                           | 9                 |
| Cuanza Norte    | AO-CNO            | Cazengo                           | 16                |
| Cuanza Sur      | AO-CUS            | Sumbe                             | 24                |
| Cubango         | ?                 | Menongue                          | 11                |
| Cunene          | AO-CNN            | Cuanhama                          | 14                |
| Huambo          | AO-HUA            | Huambo                            | 17                |
| Huíla           | AO-HUI            | Matala                            | 23                |
| Ícolo e Bengo   | ?                 | Catete                            | 7                 |
| Luanda          | AO-LUA            | Ingombota                         | 16                |
| Lunda Norte     | AO-LNO            | Dundo                             | 19                |
| Lunda Sur       | AO-LSU            | Saurimo                           | 14                |
| Malanje         | AO-MAL            | Malanje                           | 27                |
| Moxico          | AO-MOX            | Luena                             | 12                |
| Moxico Oriental | ?                 | Cazombo                           | 9                 |
| Namibe          | AO-NAM            | Moçâmedes                         | 9                 |
| Uíge            | AO-UIG            | Uíge                              | 23                |
| Zaire           | AO-ZAI            | Mbanza Kongo                      | 11                |
| Angola          | AO                | Luanda                            | 326               |

### Exclave de Cabinda

Mapa de la provincia de Cabinda.

Con un área de aproximadamente 7283 km², la provincia norteña de Cabinda es la única separada del resto del país por una franja de aproximadamente 60 kilómetros de ancho, perteneciente a la República Democrática de Congo (RDC) que discurre a lo largo del río Congo. Cabinda limita al norte en la República del Congo, y al este y al sur con la República Democrática del Congo. La ciudad de Cabinda es el principal núcleo de población.
Según el censo de 1995, Cabinda tenía una población estimada de 600.000. Sin embargo, las estimaciones demográficas no son demasiado fiables. Consistiendo en gran parte en bosque tropical, Cabinda produce maderas duras, café, cacao, caucho ordinario y aceite de palma. Sin embargo el producto por el que es más conocida es el petróleo, que le ha dado el apodo de «Kuwait de África». La producción de petróleo de Cabinda, procedente de sus considerables reservas, representa más de la mitad de las exportaciones de Angola hoy por hoy. La mayor parte del petróleo a lo largo de su costa fue descubierto bajo la administración portuguesa por la Compañía petrolera del Golfo de Cabinda (CABGOC) a partir de 1968.
En aquel entonces Portugal entregó la soberanía de su antigua provincia de ultramar a los grupos locales independentistas (MPLA, UNITA, y FNLA), y el territorio de Cabinda ha sido un foco de acciones separatistas guerrilleras que se oponen al Gobierno de Angola (que ha empleado sus fuerzas militares, el FAA - Forças Armadas Angolanas). Los separatistas de Cabinda, FLEC-FAC, anunciaron una República federal virtual de Cabinda bajo la Presidencia de Henriques Tiago N'Zita. Una de las características del movimiento de independencia de Cabinda es su fragmentación constante, en facciones cada vez más pequeñas, en un proceso que aunque no está totalmente instigado por el gobierno angoleño, indudablemente está fomentado y debidamente explotado por aquel.

## Geografía

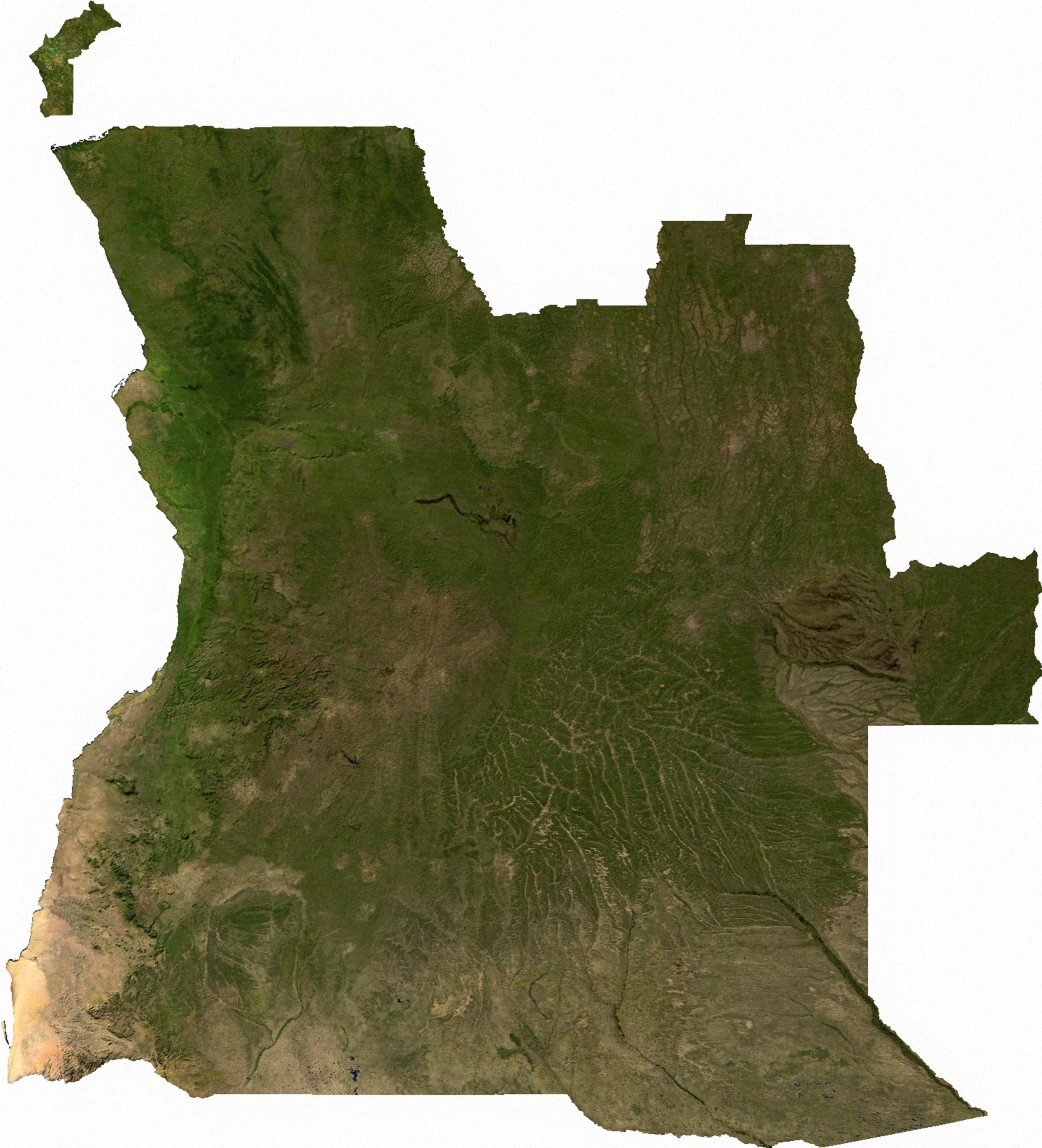
Foto satelital.

Angola es un Estado del suroeste de África. Limita con la República del Congo, República Democrática del Congo, Zambia y Namibia. Su costa, con más de 1 600 km, está situada en el océano Atlántico y tiene un área total de 1 246 700 km². Su interior está representado por una gran meseta, con un mayor relieve en las zonas de Bié y Huíla, en la zona occidental. En esta misma meseta nacen muchos afluentes del río Congo y el río Zambeze. En el suroeste, cerca de Namibia, la gran llanura litoral es extremadamente árida, formando el desierto de Moçâmedes, contrastando con la zona noreste del país, que es mucho más húmeda, donde predomina un paisaje de sabana. Al norte, en la zona de Cabinda, pueden encontrarse bosques tropicales.

### Relieve
El relieve angoleño presenta dos unidades geomorfológicas básicas: la llanura litoral y la meseta, o planalto. La primera de estas regiones constituye una franja costera fresca, seca y pantanosa que se estrecha en su sector meridional y adquiere una progresiva aridez en el desierto de Moçamedes. Esta región árida se extiende desde Namibia hasta Luanda.

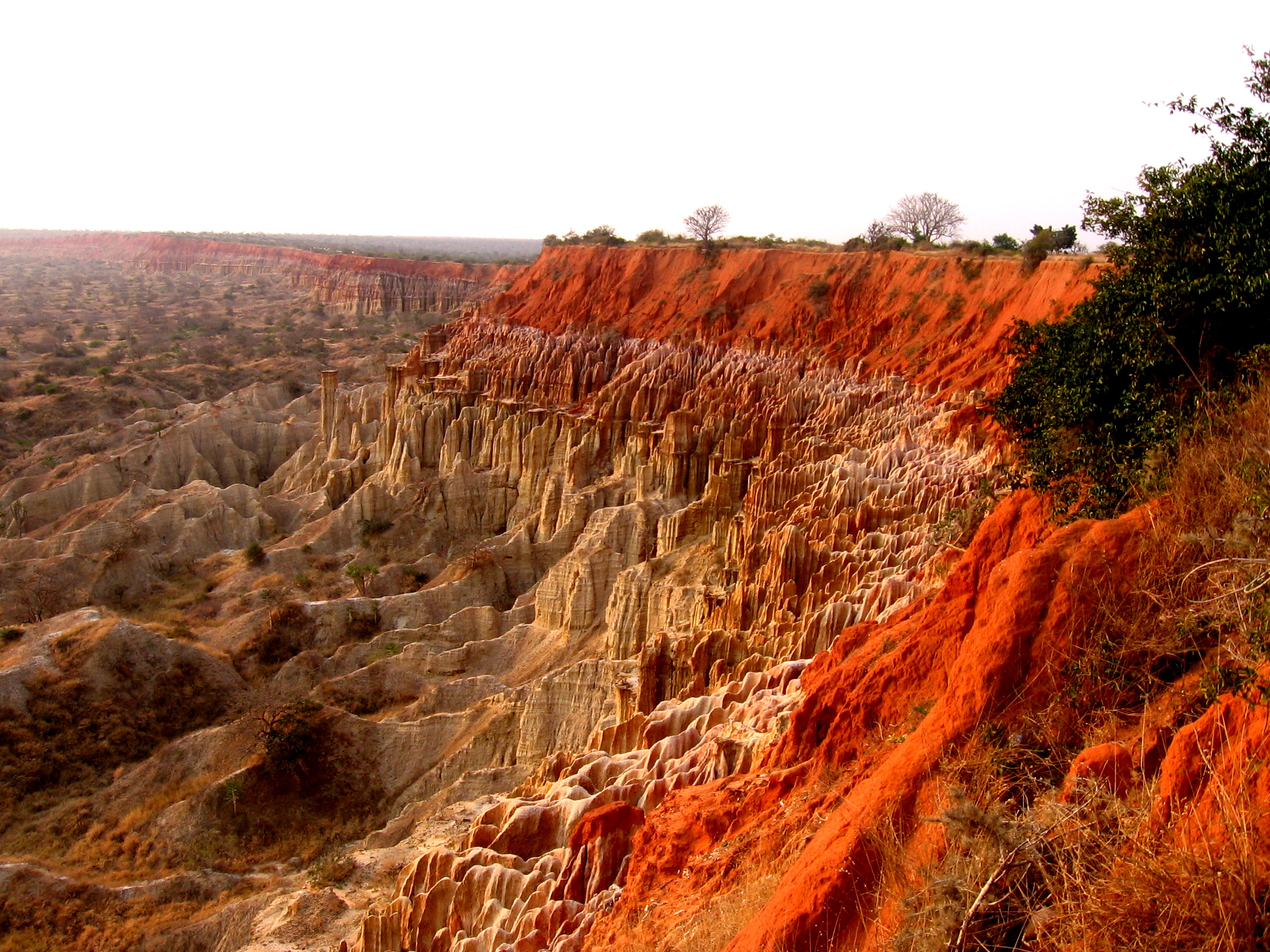
El Mirador de la Luna, situado a unos 40 km al sur de Luanda.

Al norte de Luanda la costa es rectilínea y escarpada, pero al sur ofrece diversas ensenadas. La franja costera está templada por la corriente fría de Benguela, lo que da como resultado un clima semejante al de la costa de Perú o de Baja California. La costa es en su gran mayoría plana, con ocasionales acantilados de baja altura de roca sedimentaria de color rojo. Hay una bahía profunda en la costa llamada bahía de los Tigres. Hacia el norte se encuentran Port Alexander, Little Fish Bay y Lobito Bay, mientras que las bahías superficiales son numerosas. Lobito Bay tiene aguas suficientes como para permitir la descarga de grandes barcos cerca de la costa.
El planalto o meseta interior húmeda, ocupa dos tercios de la superficie angolana con una altitud que varía entre los 450 y 600 m s. n. m., dividida entre una sabana seca en el sur y sudeste y una selva en el norte y en Cabinda. A partir de esta estrecha banda costera, cuyo ancho varía entre 48 y 165 kilómetros, el relieve se alza rápidamente a través de cuestas hasta alcanzar una meseta, que se encuentra cubierta por vasta vegetación. Seguidamente comienza a descender suavemente hacia el centro de África. La meseta angolesa o meseta de Bié forma un cuadrilátero al este de Benguela de una altitud promedio de 1500 m con alturas máximas de hasta 2200 m. Esta meseta cubre aproximadamente el 10 % de la superficie del país y es un centro de dispersión de aguas.

### Clima

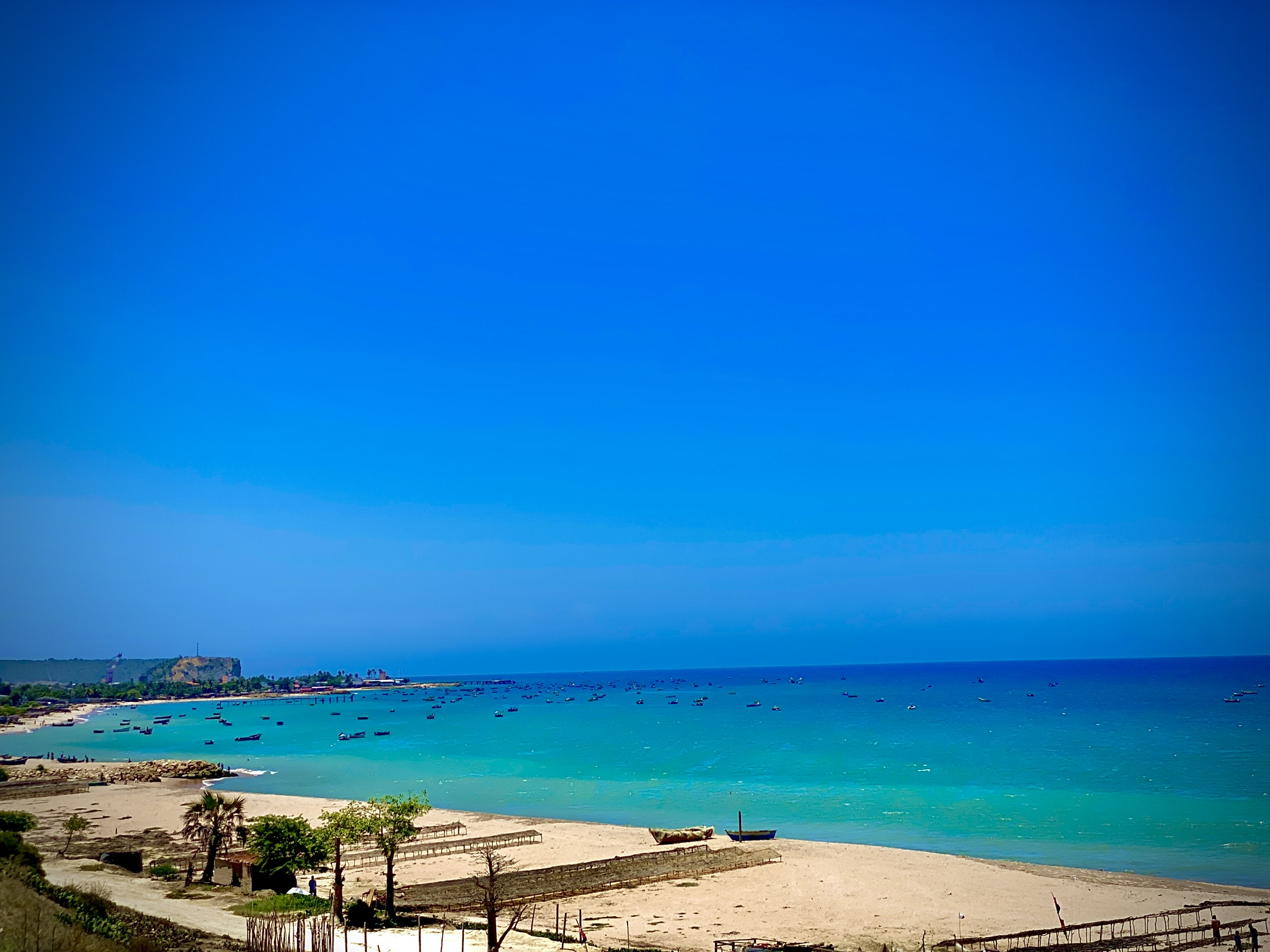
Porto Amboim - playa de los Pescadores (Praia dos pescadores)

Como el resto de África tropical, Angola presenta estaciones alternas bien diferenciadas, una lluviosa y otra seca. El clima de la franja costera es suavizado por la corriente de Benguela, por lo que tiene un clima similar al de la costa del Perú o de la Baja California. Es semiárido en el sur del país y en la costa hasta Luanda. Hay una corta estación lluviosa que va de febrero a abril. Los veranos son cálidos y secos, mientras que los inviernos son suaves.
| Parámetros climáticos promedio de Luanda | Parámetros climáticos promedio de Luanda | Parámetros climáticos promedio de Luanda | Parámetros climáticos promedio de Luanda | Parámetros climáticos promedio de Luanda | Parámetros climáticos promedio de Luanda | Parámetros climáticos promedio de Luanda | Parámetros climáticos promedio de Luanda | Parámetros climáticos promedio de Luanda | Parámetros climáticos promedio de Luanda | Parámetros climáticos promedio de Luanda | Parámetros climáticos promedio de Luanda | Parámetros climáticos promedio de Luanda | Parámetros climáticos promedio de Luanda |
| Mes                                      | Ene.                                     | Feb.                                     | Mar.                                     | Abr.                                     | May.                                     | Jun.                                     | Jul.                                     | Ago.                                     | Sep.                                     | Oct.                                     | Nov.                                     | Dic.                                     | Anual                                    |
| ---------------------------------------- | ---------------------------------------- | ---------------------------------------- | ---------------------------------------- | ---------------------------------------- | ---------------------------------------- | ---------------------------------------- | ---------------------------------------- | ---------------------------------------- | ---------------------------------------- | ---------------------------------------- | ---------------------------------------- | ---------------------------------------- | ---------------------------------------- |
| Temp. máx. abs. (°C)                     | 33                                       | 35                                       | 35                                       | 34                                       | 36                                       | 32                                       | 29                                       | 28                                       | 29                                       | 32                                       | 37                                       | 34                                       | 37                                       |
| Temp. máx. media (°C)                    | 28                                       | 29                                       | 30                                       | 29                                       | 28                                       | 25                                       | 23                                       | 23                                       | 24                                       | 26                                       | 28                                       | 28                                       | 27                                       |
| Temp. mín. media (°C)                    | 23                                       | 24                                       | 24                                       | 24                                       | 23                                       | 20                                       | 18                                       | 18                                       | 19                                       | 22                                       | 23                                       | 23                                       | 22                                       |
| Temp. mín. abs. (°C)                     | 21                                       | 21                                       | 21                                       | 21                                       | 18                                       | 15                                       | 14                                       | 14                                       | 17                                       | 18                                       | 20                                       | 19                                       | 14                                       |
| Precipitación total (mm)                 | 25                                       | 36                                       | 76                                       | 117                                      | 13                                       | 0                                        | 0                                        | 0                                        | 3                                        | 5                                        | 28                                       | 20                                       | 323                                      |
| Fuente: BBC Weather                      |                                          |                                          |                                          |                                          |                                          |                                          |                                          |                                          |                                          |                                          |                                          |                                          |                                          |

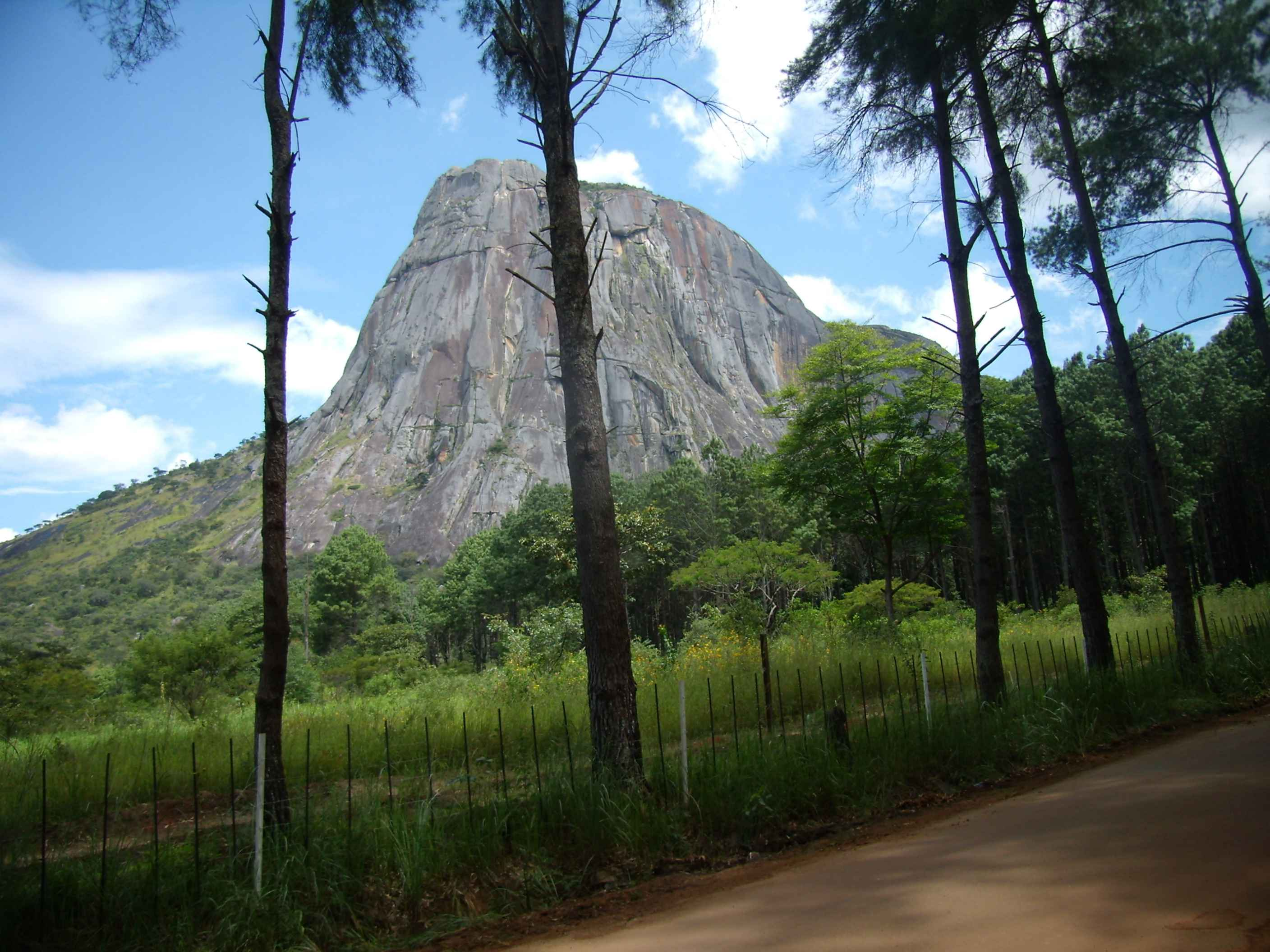
Piedra en Waku Kungo

En el norte hay una estación fresca y seca de mayo a octubre, seguida de otra cálida y lluviosa de noviembre a abril. En el interior, por encima de los 1000 m s. n. m., la temperatura y las lluvias disminuyen. Las tierras altas del interior tienen un clima suave con una temporada de lluvias, de noviembre a abril, seguida de una estación seca que va desde mayo a octubre. El clima de la meseta es saludable. La temperatura media anual en M'Banza Kongo es 22,2 °C; en Luanda, 23,3 °C; y en Caconda, 19,5 °C. El clima está muy influido por los vientos predominantes, que oscilan entre oeste, sudoeste y sudsudoeste. Se distinguen dos estaciones, la fresca de junio a septiembre; y la lluviosa de octubre a mayo. Las mayores precipitaciones se producen en abril, acompañadas por violentas tormentas. El extremo norte del país y el enclave de Cabinda tienen lluvias distribuidas por la mayor parte del año.
| Parámetros climáticos promedio de Cabinda | Parámetros climáticos promedio de Cabinda | Parámetros climáticos promedio de Cabinda | Parámetros climáticos promedio de Cabinda | Parámetros climáticos promedio de Cabinda | Parámetros climáticos promedio de Cabinda | Parámetros climáticos promedio de Cabinda | Parámetros climáticos promedio de Cabinda | Parámetros climáticos promedio de Cabinda | Parámetros climáticos promedio de Cabinda | Parámetros climáticos promedio de Cabinda | Parámetros climáticos promedio de Cabinda | Parámetros climáticos promedio de Cabinda | Parámetros climáticos promedio de Cabinda |
| Mes                                       | Ene.                                      | Feb.                                      | Mar.                                      | Abr.                                      | May.                                      | Jun.                                      | Jul.                                      | Ago.                                      | Sep.                                      | Oct.                                      | Nov.                                      | Dic.                                      | Anual                                     |
| ----------------------------------------- | ----------------------------------------- | ----------------------------------------- | ----------------------------------------- | ----------------------------------------- | ----------------------------------------- | ----------------------------------------- | ----------------------------------------- | ----------------------------------------- | ----------------------------------------- | ----------------------------------------- | ----------------------------------------- | ----------------------------------------- | ----------------------------------------- |
| Temp. máx. abs. (°C)                      | 32                                        | 33                                        | 33                                        | 33                                        | 33                                        | 29                                        | 28                                        | 29                                        | 30                                        | 33                                        | 33                                        | 34                                        | 34                                        |
| Temp. máx. media (°C)                     | 30                                        | 31                                        | 31                                        | 31                                        | 29                                        | 26                                        | 26                                        | 26                                        | 27                                        | 28                                        | 29                                        | 28                                        | 28                                        |
| Temp. mín. media (°C)                     | 23                                        | 23                                        | 23                                        | 23                                        | 23                                        | 21                                        | 18                                        | 19                                        | 21                                        | 23                                        | 23                                        | 23                                        | 22                                        |
| Temp. mín. abs. (°C)                      | 20                                        | 19                                        | 18                                        | 19                                        | 19                                        | 16                                        | 13                                        | 15                                        | 16                                        | 19                                        | 19                                        | 19                                        | 13                                        |
| Precipitación total (mm)                  | 58.4                                      | 109.2                                     | 83.8                                      | 116.8                                     | 55.9                                      | 0                                         | 0                                         | 2.5                                       | 5.1                                       | 33                                        | 114.3                                     | 88.9                                      | 668                                       |
| Fuente:                                   |                                           |                                           |                                           |                                           |                                           |                                           |                                           |                                           |                                           |                                           |                                           |                                           |                                           |

### Hidrografía

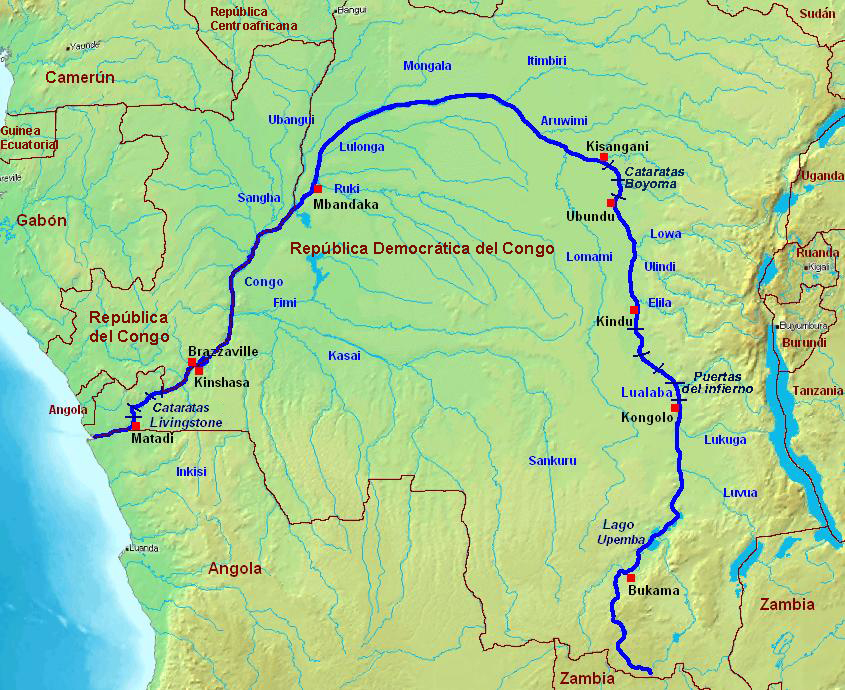
Cuenca del río Congo.

La meseta angoleña constituye un importante centro de recepción y dispersión de aguas, así tanto el río Zambeze como varios afluentes del río Congo tienen sus nacientes en Angola. Hacia el norte discurren los ríos Cuango, Cuílo, Cuangue, Cassai, todos afluentes del Congo. El río Kwango es afluente del río Kasai cerca de la ciudad de Bandundu y con una longitud de 1 100 km discurre por Angola y la República Democrática del Congo, formando frontera entre ambos países. El río Kasai también es fronterizo y se reúne con el Río Congo en la localidad de Kwamouth. Hacia el este se dirigen los afluentes del Zambeze.
Los ríos con dirección hacia el sur, como el Cubango y el Cuíto, desembocan en la depresión interior de Ngami, también conocida como del Okavango, al norte de Botsuana. Los principales ríos de la vertiente Atlántica son el Cunene, uno de los pocos ríos perennes en la región, cuyo tramo final sirve de frontera con Namibia, y el Cuanza, que desemboca al sur de Luanda y ofrece grandes posibilidades como fuente de energía eléctrica y cauce de navegación.

### Ecología

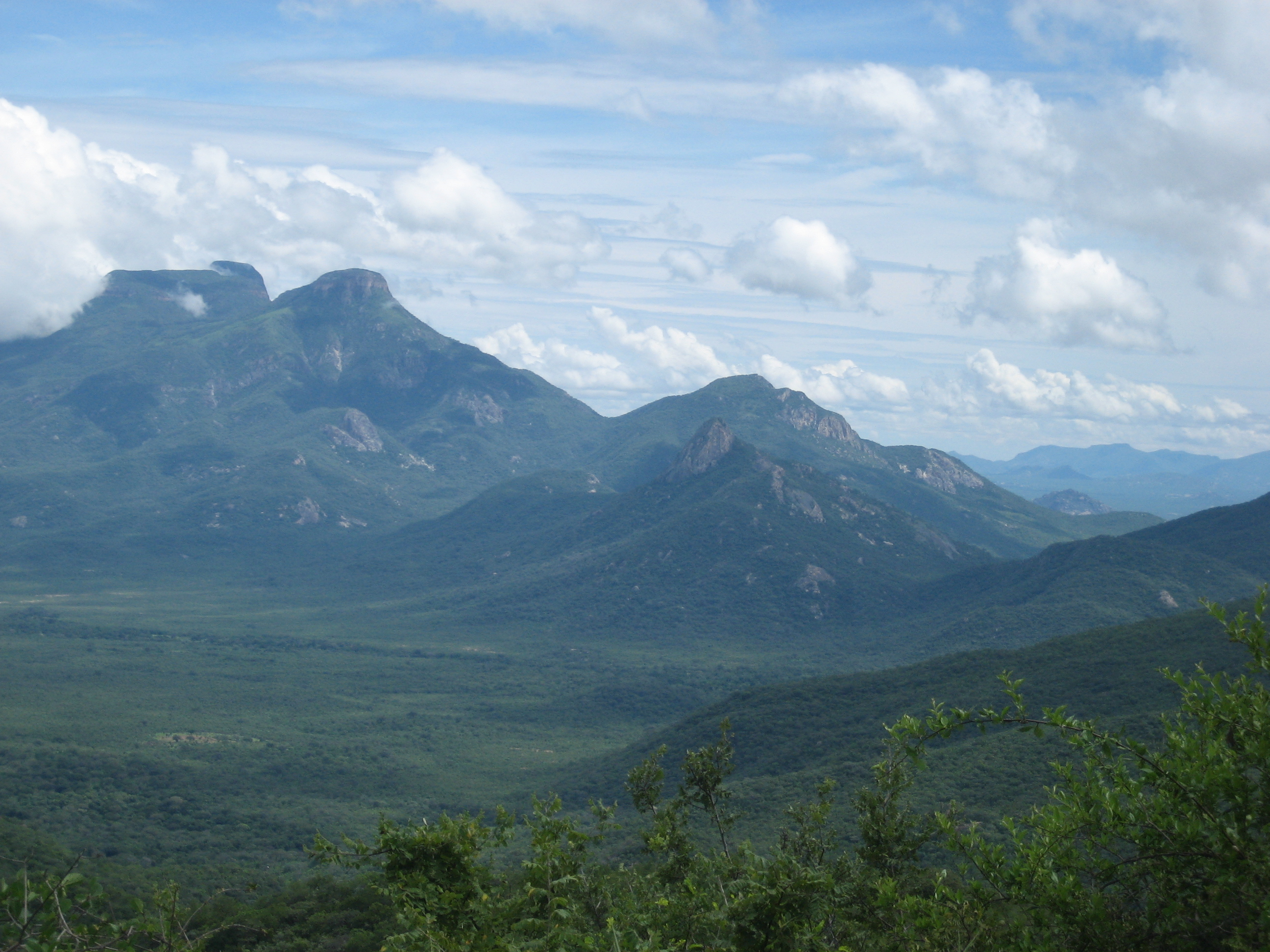
Montañas en la provincia de Namibe.

El bioma dominante en Angola es la sabana.
En el centro del país, y ocupando la mayor parte de su extensión, se encuentra la ecorregión denominada sabana arbolada de miombo de Angola. Hacia el sur, de este a oeste, se suceden la sabana arbolada de teca del Zambeze y la sabana arbolada de mopane de Angola. Hacia el este, de norte a sur, nos encontramos con la sabana arbolada de miombo del Zambeze central y la pradera del Zambeze occidental; esta última entremezclada con la selva seca del Zambeze. Más al sureste se encuentran algunos enclaves de pradera inundada del Zambeze. El suroeste del país es desértico, con el desierto de Kaoko en la costa y la sabana arbolada de Namibia en el interior.

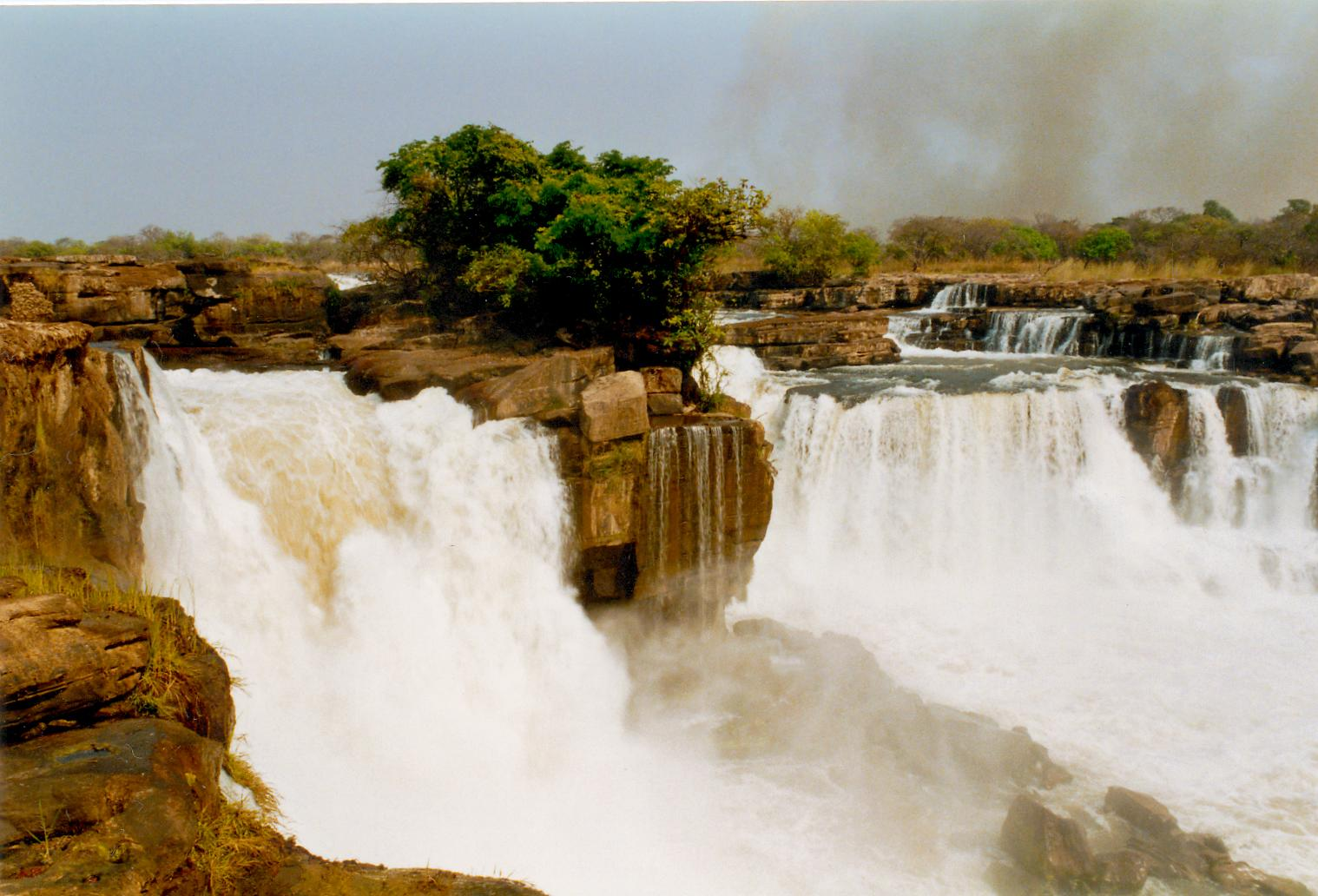
Cataratas Tazua del río Cuango.

En el oeste del país predomina la pradera de montaña, con la sabana del Gran Escarpe de Angola en el noroeste y el mosaico montano de selva y pradera de Angola más al sur. Hacia el norte hay una transición de la sabana a la selva umbrófila, con el mosaico de selva y sabana del Congo occidental y, al noreste, el mosaico de selva y sabana del Congo meridional. En el extremo noroeste se encuentra el límite meridional del manglar de África central y en el interior del enclave de Cabinda aparece la selva costera ecuatorial atlántica.

## Economía

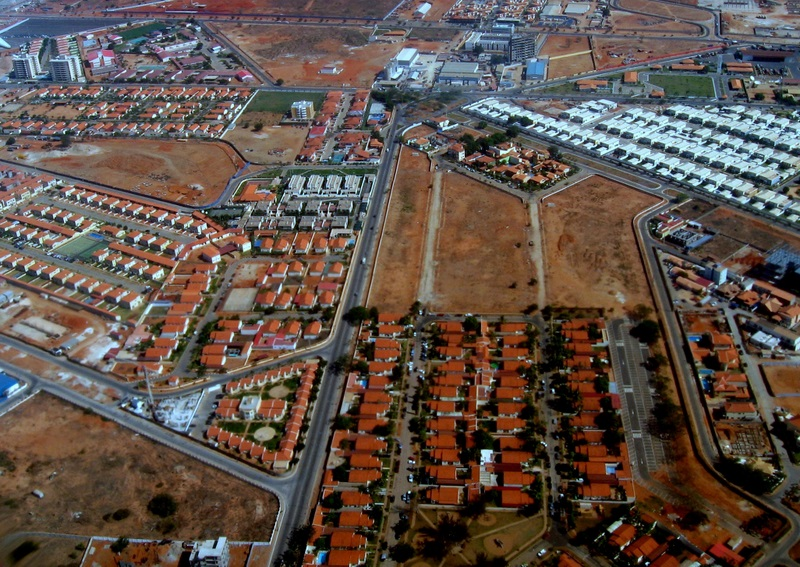
Barrio de nueva construcción en Luanda, centro comercial y financiero del país.

Hoy en día Angola tiene una economía que se encuentra en el desorden debido a un cuarto de siglo de guerra casi continua. A pesar de sus recursos naturales abundantes, su ingreso per cápita está entre los más bajos del mundo. La agricultura de subsistencia proporciona el sustento principal para el 85 % de la población. La producción de petróleo es vital para la economía, que contribuye aproximadamente el 45 % al PIB y el 90 % de las exportaciones.
Pese al acuerdo de paz firmado en noviembre de 1994, la violencia sigue y millones de minas permanecen enterradas en las tierras, por lo que muchos granjeros están poco dispuestos a volver a sus campos. Por lo tanto, la mayor parte del alimento del país todavía debe ser importado. A pesar del paso de la guerra civil del año 1998, la economía creció un 4 % estimado en 1999. El gobierno introdujo nuevas denominaciones monetarias en 1999, incluyendo 1 y 5 kwanzas.
Angola es el segundo país de África con mayor crecimiento económico en las últimas décadas.[cita requerida] En 2009 su PIB fue de 114.400 millones de dólares. La producción de petróleo en 2005 alcanzó 1 400 000 barriles de crudo, con una previsión de más de 2 000 000 para 2019.[cita requerida] Su explotación se ha consolidado en un conglomerado de empresas denominado Sonangol Group., propiedad del gobierno. El 14 de diciembre de 2006 Angola fue admitida en la OPEP, adquiriendo la condición de nuevo miembro el 1 de marzo de 2007. Los principales yacimientos del país se encuentran en las aguas territoriales de Cabinda.
La economía de Angola creció el 18 % en 2005, el 26 % en 2006 y el 17 % en 2007.[cita requerida] A pesar de este crecimiento económico, y la estabilidad económica alcanzada en el año 2002, afronta grandes problemas sociales y económicos, en parte como consecuencia de los conflictos continuos desde 1961 - pero cada vez más como resultado de la combinación de un régimen político autoritario, de prácticas «neo - patrimoniales» a todos los niveles del Estado y de una corrupción omnipresente. El segmento social política y económicamente dominante aprovecha de un modo muchas veces vertiginoso el desarrollo económico del país, y el mismo desarrollo permite la constitución de diferentes «clases medias». Al mismo tiempo, cerca de la mitad de la población se encuentra en situación de pobreza, con grandes diferencias entre las zonas rurales y urbanas. Una encuesta realizada en 2008 por el Instituto Nacional de Estadística de Angola indica que en el campo 58 % de las personas eran pobres, de acuerdo con los criterios de la ONU, pero en las ciudades (donde se concentran más de 50 % de la población) solamente 19 % (total del país: 37%). En las ciudades la mayoría de las familias, para allá de las clasificadas como pobres, es forzada a adoptar una variedad de estrategias de supervivencia. En el Índice de Desarrollo Humano de la ONU Angola figura siempre entre los países peor colocados. Según el Índice mundial de innovación, a cargo de la Organización Mundial de la Propiedad Intelectual, en 2024, Angola se ubicó en lugar 133 en innovación entre 133 países del mundo; mientras que en 2023 ocupó el lugar 132 y el lugar 127 en 2022.

### Recursos naturales

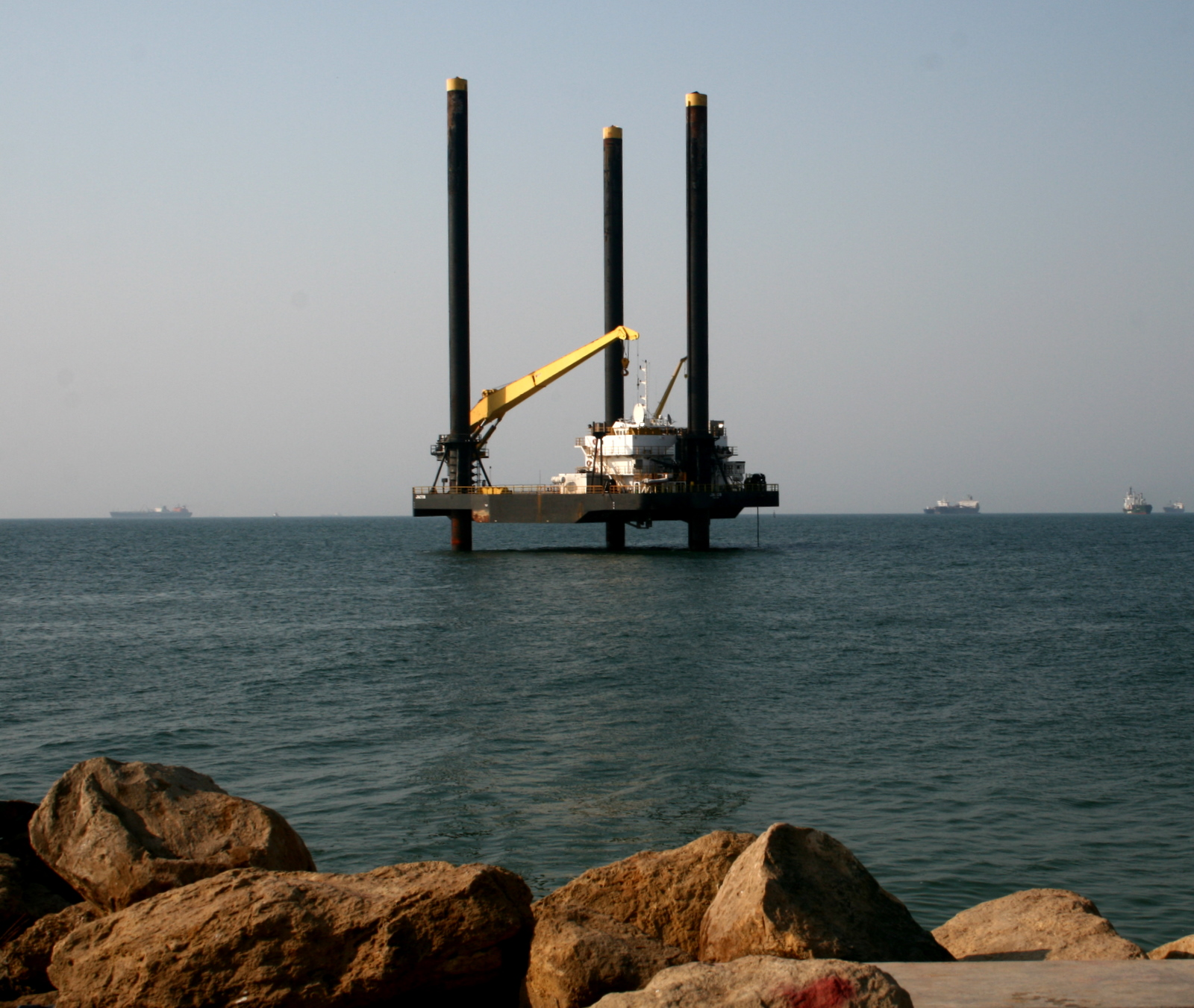
Instalación de una plataforma petrolífera frente a la costa angoleña en 2010.

Los recursos naturales de Angola son importantes en comparación con la mayoría de los países africanos, especialmente adecuados para el desarrollo de la economía industrial. Existen grandes reservas de petróleo y gas, concentradas en las zonas marítimas de la costa alrededor de Cabinda y el estuario del Congo. Es el segundo productor de petróleo crudo del África subsahariana (después de Nigeria); y este recurso, junto a los diamantes, ha jugado un papel imortante en los últimos conflictos ocurridos en el país. El 60% del petróleo de Angola se produce en la proivincia de Cabinda y frente a sus costas se encuentran decenas de plataformas de petróleo y gas.La calidad del crudo es generalmente buena, con bajo contenido de azufre. En amplias zonas del noreste de Angola existen yacimientos de diamantes de sedimentos, con un gran porcentaje de las mismas como piedras preciosas y otras para usos industriales, y una serie de tubos de kimberlita. Por otra parte, en el suroeste, hay grandes depósitos de mineral de bajo grado. En todo el país, especialmente en las alas, entre la franja costera y la meseta central, se sabe que existen cantidades explotables de otros minerales y metales.
El potencial hidroeléctrico de Angola es uno de los más grandes de África. El país también tiene algunos de los caladeros más ricos del continente, especialmente en el extremo sur. Las existencias de madera también son importantes. El Magiompe forestal en el norte del enclave de Cabinda, así como las áreas boscosas a lo largo de los ríos en el sureste tiene árboles de importancia comercial, como Tola blanca y Limba utilizados para la producción de muebles e instrumentos musicales. Las tierras de cultivo fértiles se limitan a unas pocas áreas favorecidas en el altiplano y los valles de los ríos, menos del 10 % del territorio nacional es cultivable. La combinación de las tierras pobres, con lluvias insuficientes, que prevalecen en la mayor parte del país, suponen un gran problema para la difusión de los cultivos. Sin embargo, los recursos agrícolas no están plenamente explotados. El pastoreo se ve afectado por la propagación de la mosca tsé-tsé y la falta de pastos y aguas superficiales en la zona arenosa del desierto de Kalahari. Hay condiciones favorables para el desarrollo del pastoreo en el suroeste.

### Agricultura y silvicultura
| Producto                       | Valor (en miles de USD) | Puesto mundial |
| ------------------------------ | ----------------------- | -------------- |
| Casava                         | 1 340 009               | 5              |
| Carne de vacuno                | 277 258                 | 70             |
| Judías secas                   | 135 813                 | 15             |
| Maíz                           | 128 775                 | 37             |
| Patatas                        | 121 492                 | 42             |
| Plátanos                       | 115 766                 | 24             |
| Batata                         | 74 212                  | 9              |
| Miel natural                   | 64 130                  | 16             |
| Verduras frescas               | 49 611                  | 56             |
| Leche de vaca (entera, fresca) | 49 430                  | 109            |
| Cacahuates (con cáscara)       | 46 083                  | 29             |
| Cítricos                       | 43 728                  | 13             |
| Carne de porcino               | 43 305                  | 77             |
| Carne de caprino               | 27 214                  | 51             |
| Aceite de palma                | 23 928                  | 20             |
| Cera de abejas                 | 21 536                  | 8              |
| Carne de caza                  | 17 037                  | 30             |
| Piñas                          | 12 044                  | 35             |
| Caña de azúcar                 | 11 703                  | 66             |
| Carne de pollo                 | 11 346                  | 134            |

La superficie agrícola angoleña se estima en 58 290 000 hectáreas (FAO, 2009), de los que 54 millones corresponden a pastos. De los 3,4 millones que corresponden a tierras cultivables, los cultivos permanentes ocupan 290 000 hectáreas, 80 000 de ellas de regadío.
Antes de la independencia, en la agricultura coexistían grandes plantaciones propiedad de colonos portugueses y otros europeos, con innumerables pequeños productores africanos. La superficie cultivada representaba solo el 3 % del territorio nacional, de la que menos del 1 % era de regadío. El producto agrícola más importante era el café. En 1974 Angola contribuía con el 19 % de la producción mundial, más de 200.000 toneladas. El cultivo del algodón, que se utilizaba a nivel local o exportaba para la industria en Portugal, prosperaba principalmente en el valle del río Cuanza. La demanda interna de azúcar estaba completamente cubierta por el cultivo intensivo de caña de azúcar. Ocurría lo mismo con las plantaciones de aceite de palma, plátanos y otras frutas tropicales. El sisal es otro de los productos agrícolas de las plantaciones, pero su importancia relativa disminuyó durante la década de 1960 y en muchos casos se ha sustituido por el humo. En general, Angola fue un exportador neto de alimentos y exportaba más de lo importado, siendo el maíz una de las principales exportaciones de alimentos, que tenía su origen en los campos de los pequeños agricultores en la meseta central de Angola. Los productores africanos cultivaban para su propio consumo casava, junto con pequeñas cantidades de mijo, sorgo, fríjol, batatas, maní, arroz, trigo y patatas.
Desde la independencia la estructura básica se ha mantenido, aunque las grandes plantaciones han sido apropiadas por políticos destacados (incluso el presidente de la República) y por altos cargos militares, lo que hizo bajar de forma substancial la productividad de las empresas. En la pequeña agricultura ha habido serias interrupciones debido a la guerra anticolonial (1961-74), el conflicto durante el proceso de descolonización (1974-75), la guerra civil (1975-2002) y, en 2011, la reconstrucción en este ámbito está lejos de completarse.[cita requerida]
El ganado se mantiene principalmente en el sur, tanto en explotaciones tradicionales como en modernas grandes haciendas. Las otras especies de animales de la ganadería desempeñan un papel menor en los intercambios de mercancías, pero la cría de cabras, cerdos y aves de corral es muy importante para el mantenimiento de la población indígena. La explotación de la madera en los bosques naturales se concentra en el área de bosque Magiompe, el enclave de Cabinda, y en Lucy en la parte oriental del ferrocarril de Benguela. En la parte occidental de la línea ferroviaria se han creado grandes plantaciones de eucalipto, con un área total de 515.000 hectáreas, que proporcionan el combustible necesario para los motores de los trenes y alimentan la fábrica de pasta que opera cerca de la ciudad de Benguela.
La economía rural en auge comenzó a declinar después de la independencia de Angola. Las viejas plantaciones fueron nacionalizadas y se sustituyeron por granjas estatales, que se caracterizan por una productividad muy baja. Los trabajadores agrícolas pertenecientes al grupo nacional ovimpountou se negaron a trabajar en las zonas donde serían vulnerables a los ataques de las tribus rivales, y el reclutamiento obligatorio de trabajadores de las ciudades (las llamadas «brigadas de voluntarios») fue una solución temporal no muy buena. Los pequeños agricultores se vieron obligados a participar en un sistema de cooperativas controlado por el gobierno y a vender sus productos a un monopolio estatal ineficiente que sustituyó a los pequeños comerciantes portugueses. Al mismo tiempo, una red de transporte deteriorada, la incertidumbre que había conquistado a todo el país, la depreciación de la moneda, un impuesto sobre las exportaciones y el colapso de la industria nacional, habían eliminado cualquier incentivo para que los agricultores vendieran sus productos en las ciudades. Por ello la población urbana llegó a depender de alimentos importados.
El colapso de la agricultura de Angola no tuvo la misma intensidad en todos los sectores. El cultivo de alimentos para consumo propio se vio afectado muy poco. El cultivo de alimentos para el mercado interno se vio afectado de manera significativa, mientras que la influencia cada vez mayor de materias primas industriales y los productos exportados fue desastrosa. Después de la independencia, la producción de casava y batata fue ligeramente mayor, pero la producción de sorgo y frijol disminuyó en un 50 %. La producción de maíz, plátano y la madera cayó al 25 % del nivel fue en 1975, el azúcar y la carne de vacuno en un 10 % mientras que el café, el algodón y el sisal solo el 2 %.

### Pesca
| Año         | Aguas interiores | Océano Atlántico | Total   |
| ----------- | ---------------- | ---------------- | ------- |
| 1999        | 6000             | 169 799          | 175 799 |
| 2000        | 7000             | 232 351          | 239 351 |
| 2001        | 8000             | 246 553          | 254 553 |
| 2002        | 9000             | 245 973          | 254 973 |
| 2003        | 10 000           | 201 539          | 211 539 |
| 2004        | 10 000           | 230 002          | 240 002 |
| 2005        | 10 000           | 192 616          | 202 616 |
| 2006        | 10 500           | 214 949          | 225 449 |
| 2007        | 15 000           | 297 436          | 312 436 |
| 2008        | 19 000           | 298 262          | 317 262 |
| Fuente: FAO |                  |                  |         |

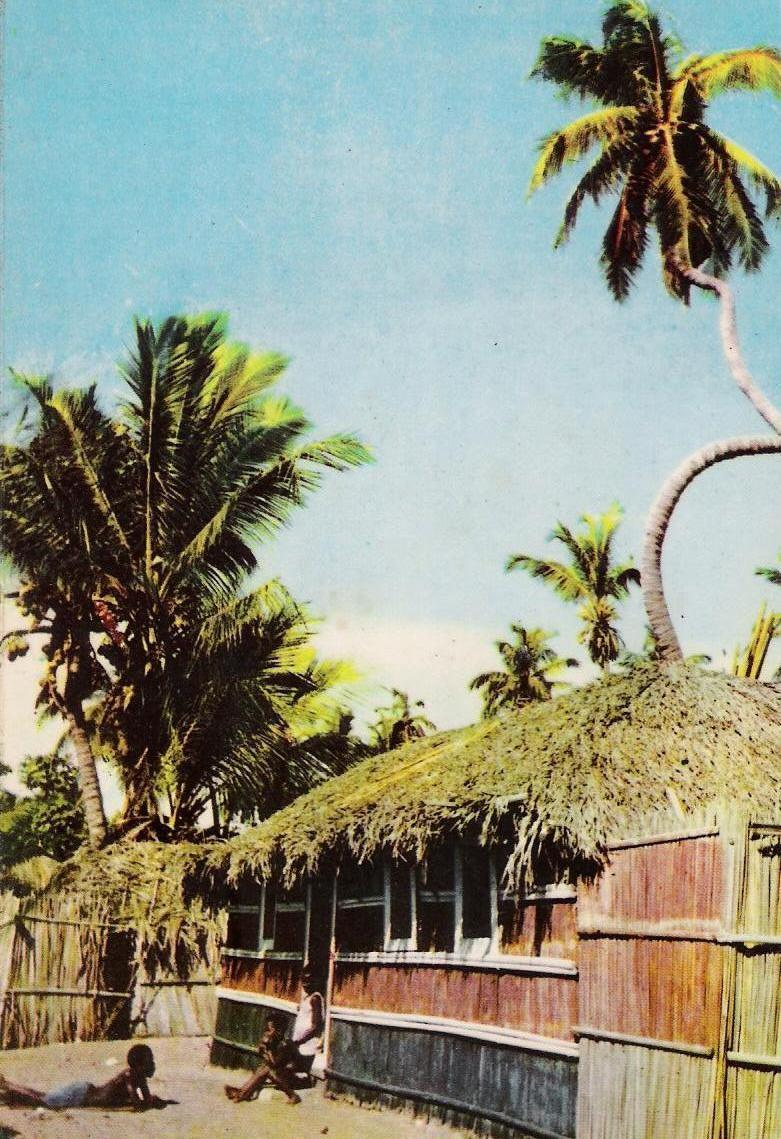
Aldea de pescadores de la Isla de Luanda, 1972.

Antes de la independencia operaban en el país alrededor de 700 buques, que empleaban 13 000 trabajadores y capturaban en promedio 300 000 toneladas al año (257 500 en 1965, 368 400 en 1970). La mayoría de las capturas se destinaba a su procesado en fábricas modernas, que exportaban su producción a los mercados occidentales, en forma de alimentos congelados, conservas o harina de pescado. Destacaban las capturas de atún. Los principales puertos pesqueros se situaban al sur de Benguela y eran Moçâmedes, Porto Alexandre y Baia dos Tigres. También existía una industria más tradicional, que secaba, curaba o ahumaba el pescado, cuya producción se destinaba al abastecimiento del mercado local.
Después de 1975, la mayoría de los buques, sobre todo los de propiedad portuguesa, se marchó del país y las plantas procesadoras de pescado fueron destruidas o abandonadas; las capturas fueron de 118 600 toneladas en 1978. Posteriormente se concedieron licencias a buques extranjeros para pescar en aguas de Angola, a condición de que parte de las capturas fueran descargadas en puertos de Angola. Además algunas instalaciones de procesamiento de pescado fueron reparadas y modernizadas con ayuda extranjera. El efecto de este proceso fue que la industria pesquera mantuvo su actividad frente al colapso de la mayor parte de la economía nacional. Sin embargo, las capturas disminuyeron sustancialmente en comparación con el período colonial, lo que probablemente se haya debido a la reducción del tamaño de los bancos por los cambios ecológicos debidos a la sobrepesca.

### Minería
El petróleo crudo tiene un papel dominante en la economía nacional y la producción casi se ha triplicado desde la independencia y más allá. Pero, como Angola se unió a la OPEP (Organización de Países Exportadores de Petróleo) el 1 de enero de 2007, el importe de las exportaciones está determinado por las cuotas. En el país prevalecen condiciones geológicas favorables, alta tasa de éxito en la investigación aplicada, mientras que el nivel de los costes de explotación son en gran parte relativamente bajo. Varios estudios experimentales indican que la industria del petróleo puede ser rentable y mucho más puntos en las mismas zonas marítimas. Extracción de petróleo está en las zonas de la tierra, y las encuestas realizadas para identificar nuevos yacimientos. También encontraron yacimientos de gas, pero su explotación se produce incluso en pequeña escala.

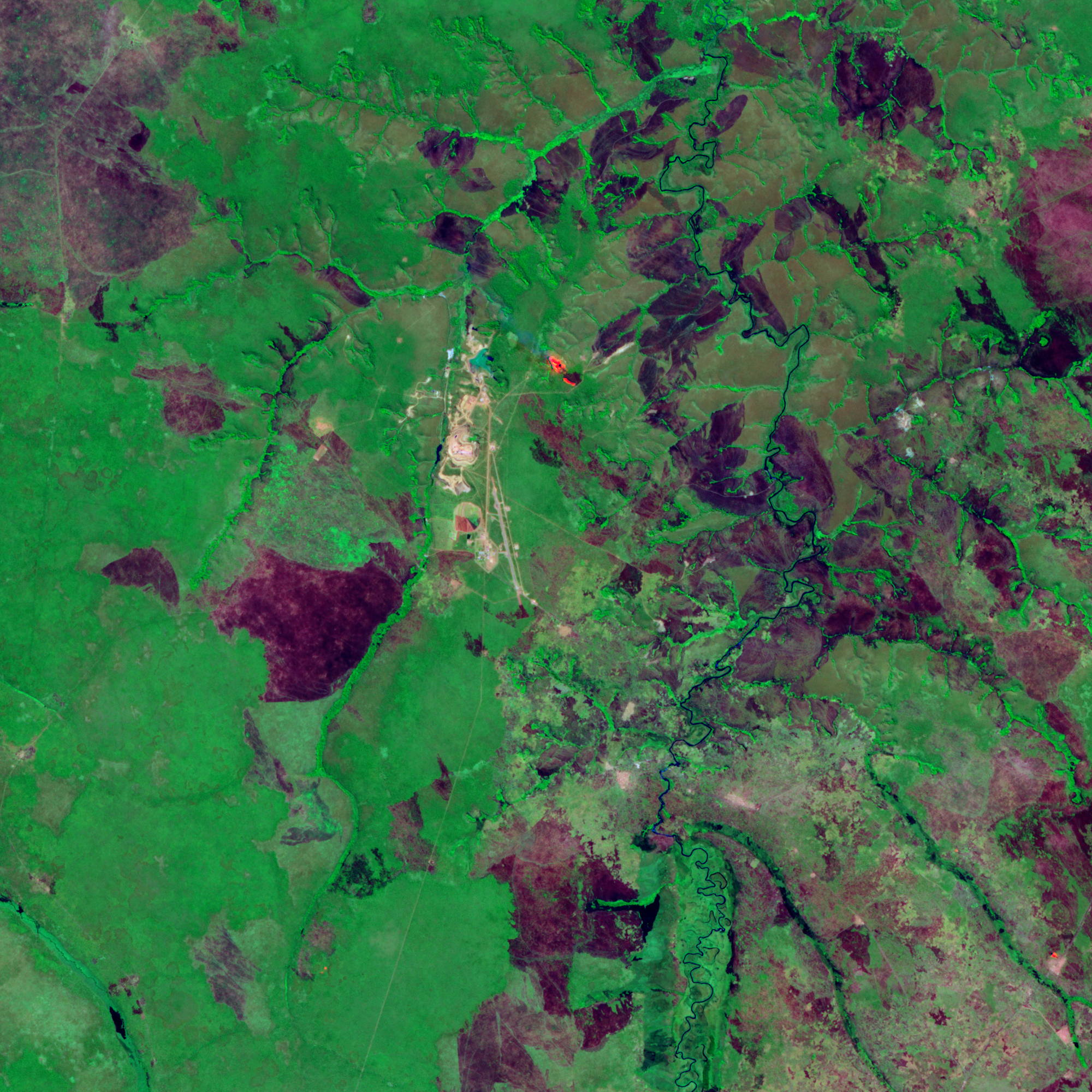
Foto satelital de una mina de diamantes en Catoca.

En 1976 se fundó una empresa pública, conocida como Sonangol y estableció empresas conjuntas para la explotación del petróleo y proceder a los acuerdos de subvención de regalías a cambio de participación en la producción, dejando la responsabilidad de la administración a los extranjeros. La compañía estadounidense Chevron, opera a través de su marca Cabinda Gulf Oil Company, que es responsable de poco más del 50 % de la producción nacional. Las otras tres empresas petroleras que operan en Angola, la francesa Elf, la Texaco S.U. y la belga Petrofina. Este último se limita a las pequeñas y la disminución de los campos petrolíferos de la tierra. En los sondeos para identificar nuevos yacimientos de petróleo y gas están implicadas muchas compañías de EE. UU., Francia, Italia, España, Portugal, Alemania, Reino Unido, Suecia, Noruega, Brasil y Japón.
Antes de la independencia, Angola era el cuarto exportador de diamantes en distintas partes del mundo, en el valor actual y el valor de las exportaciones ascendió a 2,4 millones de quilates. Pero después de 1975, la producción se estancó, hasta que colapsó en la década de 1980. El gobierno nacionalizó el 77 % de las acciones de la compañía de diamantes en Angola, la Diamang, que era propiedad de inversores portugueses, y la extracción de diamantes en la parte noreste del país lo tomó una empresa pública y paraestatal, la Indiama (empresa nacional de diamantes de Angola). La industria enfrenta problemas importantes de gestión, agravada por la corrupción de funcionarios públicos, la inseguridad reinante en todo el país y sus malas relaciones con la Agencia Central de disponibilidad (de diamantes), controlada por la compañía De Beers, de Sudáfrica. Así, en 1986, la extracción de diamantes concedido a las empresas extranjeras, los acuerdos con la participación del Estado en la producción de minas, y dos años más tarde, el gobierno de Angola ha iniciado negociaciones con De Beers, la venta de diamantes y con la asistencia técnica necesaria para la celebración los tubos de kimberlita. Mediante estas acciones, la producción comenzó a subir de nuevo y la paz del país comienza a jugar de nuevo un papel de liderazgo en el comercio mundial de diamantes.
En Angola hay otras importantes industrias de extracción, aunque el mineral desde el sur del país fue el cuarto producto de exportación más importante antes de la independencia. Sin embargo, la minería de hierro Kasingka significativamente subsidiados por los portugueses y es dudoso que tienen el potencial de ser verdaderamente rentable. La producción disminuyó inicialmente y luego se detuvo entre 1975 y 1984, y la calidad del mineral de apolipsimou es demasiado baja para entrar en las minas de nuevo. También se extrae a pequeña escala, el cobre, manganeso, oro, mármol, granito negro y cuarzo, con planes de explotación de fosfatos presentes en la cabina y las provincias del Zaire.

### Construcción

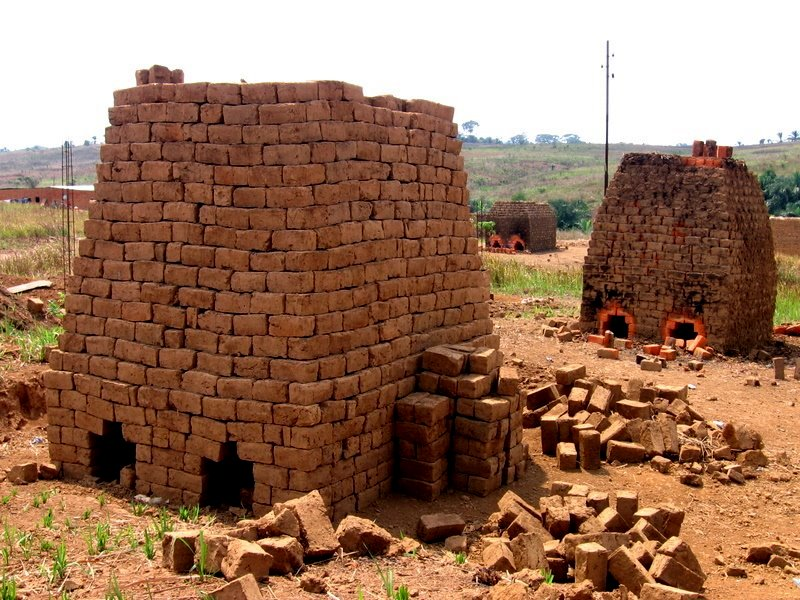
Hornos tradicionales para producir ladrillos en Angola.

Antes de la independencia, los sectores de la industria, la construcción y la producción de energía hidroeléctrica crecieron rápidamente, pero los desórdenes y la lucha nacional contra el colonialismo, seguido por los golpes de estado, el sufrimiento infringido, y el retraso en la superación de su camino al desarrollo retrasaron su crecimiento. La nacionalización y la migración de mano de obra cualificada han afectado principalmente al sector industrial de la economía nacional, mientras que los rebeldes de la organización de la UNITA han cometido sabotaje a las instalaciones de electricidad y agua. La consecuencia de todo esto es que el Estado había acumulado grandes deudas, mientras que las fábricas operaban a un promedio de 30 % de su capacidad, a los trabajadores se les pagaba en parte con los bienes producidos por la fábrica, a pesar de los numerosos esfuerzos para impedir esta práctica las ausencias injustificadas al trabajo eran algo habitual y la productividad era sorprendentemente baja.
Aparte de algunos errores de procesamiento en pequeña escala de las materias primas destinadas a la exportación, la industria nacional es básicamente orientada a la sustitución de importaciones esta incluye la producción de alimentos, tabaco, minerales y madera, textil, refinación de petróleo, el ensamblaje de vehículos, electricidad y producción de cemento. La mayoría de la electricidad proviene de represas en los ríos. Sin embargo, gran parte de la capacidad instalada, más de 600 megavatios, se encuentra en tal situación que no puede ser utilizada actualmente. La mayoría de las industrias que fueron nacionalizadas como las empresas de construcción y los servicios públicos que estaban en la década de 1990, se sumaron a los proyectos de privatización, algunas de ellas incluso volvieron a los antiguos propietarios.

### Sistema de créditos
Tras la independencia, los bancos fueron nacionalizados. El Banco Central es el Banco Nacional de Angola, que tiene el privilegio de emitir billetes, pero funciona como una institución comercial. Sin embargo, el Banco Popular de Angola, funciona principalmente como una caja de ahorros. En 1985, los bancos extranjeros paulatinamente han regresado al país, pero el sistema bancario sigue estando en gran parte bajo el control del estado. En general, la mayoría de la gente guarda sus ahorros fuera del sistema rígido de los bancos estatales, ya que prefieren diversos tipos informales de depósitos. La inversión extranjera se dirige casi exclusivamente a la industria del petróleo, los diamantes y la pesca.
La moneda del país es el nuevo kwanza. El promedio de poder adquisitivo anual por habitante fue de 3200 dólares americanos, basado en datos de 2005. No hay datos más recientes, pero el fuerte crecimiento del PIB en los últimos años, seguramente superior al crecimiento demográfico, indica que hubo un aumento del promedio - mientras que el bajo IDH y el alto coeficiente Gini muestran que el poder adquisitivo es extremamente desigual.

### Turismo
En Luanda, el visitante puede encontrar fortalezas como bar de São Pedro de Katoumpela, las iglesias del período colonial, tales como templos Nosa señor hacer el karma, y Da dos Mizerikorntia Rementios, edificios como el Banco Nacional y el Museo de Angola (1938) con exposiciones de interés etnográfico e histórico.
En la excolonia portuguesa hay todavía muchos edificios de estilo portugués. Notables son la iglesia de Nosa señor hacer Popolo y el palacio de Velia en Benguela, la fortaleza de São Pedro de Katoumpela en Lobito y de las playas de Namibia. El visitante debe visitar el parque nacional KISA, ubicado a 70 km al sur de la capital, Luanda. En este parque, fundado en 1957, se encuentran albergadas muchas especies de fauna silvestre, como elefantes, búfalos, antílopes y las tortugas marinas. También hay otros parques nacionales, como Namibia, en la frontera de Namibia y Lona.

### Transporte

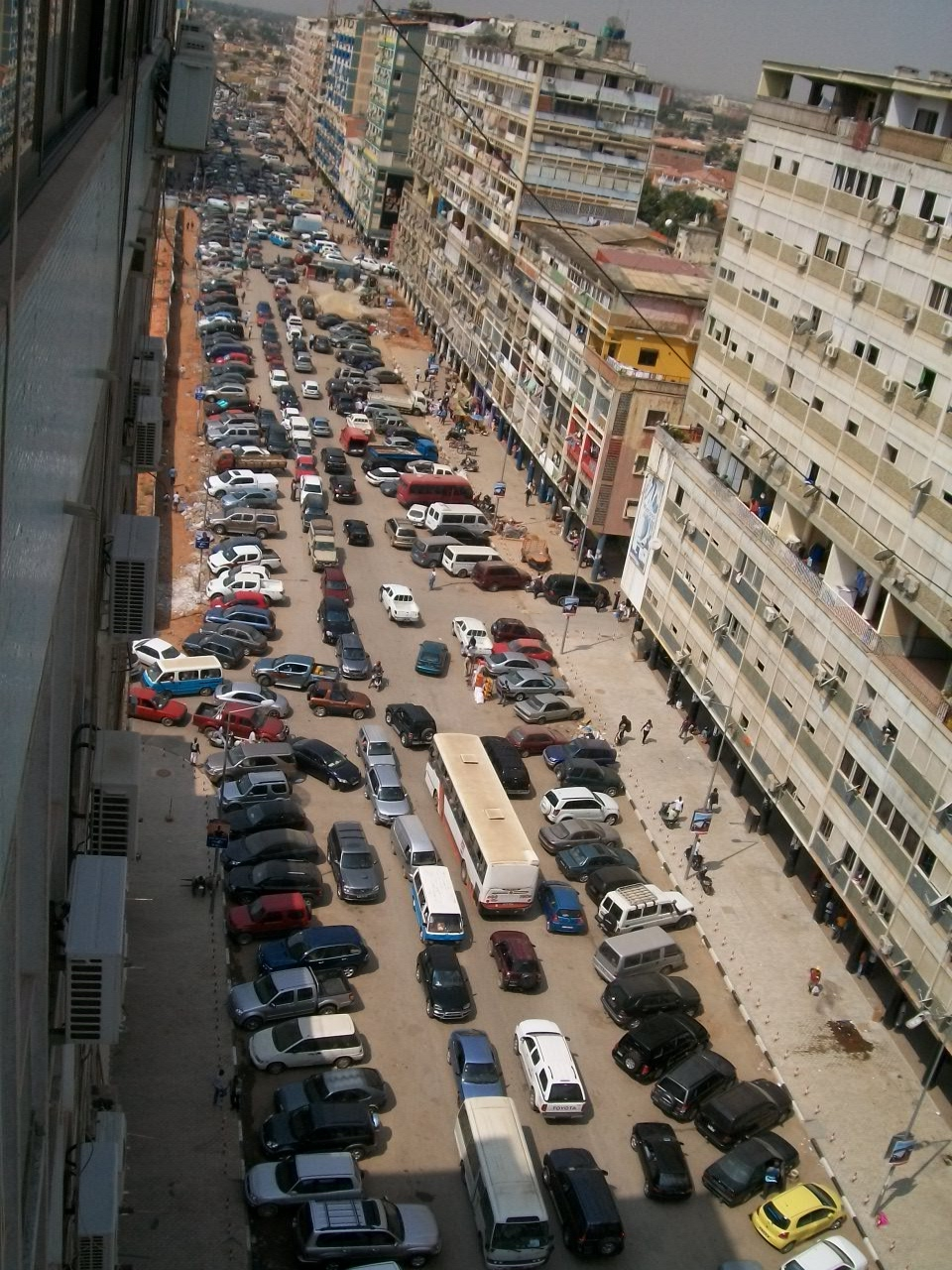
Tráfico en la avenida de los Combatientes de Luanda.

Los transportes en Angola se componen de:
- Tres sistemas de ferrocarril con un total de 2761 km.
- 76.626 km de carreteras de los cuales 19.156 km están asfaltadas.
- 1295 canales acuáticos navegables.
- Ocho puertos marítimos importantes.
- 243 aeropuertos, de los cuales 32 cuentan con pista de asfalto.

### Telecomunicaciones
La industria de las telecomunicaciones se considera uno de los principales sectores estratégicos de Angola.
En octubre de 2014 se anunció la construcción de un cable submarino de fibra óptica, proyecto que pretende convertir a Angola en un centro continental, mejorando así las conexiones de Internet tanto a nivel nacional como internacional.
El 11 de marzo de 2015 se celebró en Luanda el Primer Foro Angoleño de Telecomunicaciones y Tecnologías de la Información bajo el lema «Los desafíos de las telecomunicaciones en el contexto actual de Angola», para promover el debate sobre temas de actualidad en materia de telecomunicaciones en Angola y en el mundo. Un estudio sobre este sector, presentado en el foro, decía que Angola tenía el primer operador de telecomunicaciones de África que probaba el LTE -con velocidades de hasta 400 Mbit/s- y una penetración de la telefonía móvil de cerca del 75 %; hay cerca de 3,5 millones de teléfonos inteligentes en el mercado angoleño; hay cerca de 25.000 kilómetros de fibra óptica instalados en el país.
El 26 de diciembre de 2017 se puso en órbita el primer satélite angoleño, el AngoSat-1. Fue lanzado desde el centro espacial de Baikonur, en Kazajistán, a bordo de un cohete Zenit 3F. El satélite fue construido por la empresa rusa RSC Energía, filial de la industria espacial estatal Roscosmos. La carga útil del satélite fue suministrada por Airbus Defence & Space. Debido a un fallo de alimentación a bordo durante el despliegue de los paneles solares, el 27 de diciembre, RSC Energia reveló que había perdido el contacto de las comunicaciones con el satélite. Aunque los intentos posteriores de restablecer las comunicaciones con el satélite fueron exitosos, el satélite finalmente dejó de enviar datos y RSC Energia confirmó que AngoSat-1 era inoperable. El lanzamiento del AngoSat-1 tenía como objetivo garantizar las telecomunicaciones en todo el país. Según Arístides Safeca, secretario de Estado de Telecomunicaciones, el satélite tenía como objetivo proporcionar servicios de telecomunicaciones, televisión, internet y gobierno electrónico y se esperaba que permaneciera en órbita «en el mejor de los casos» durante 18 años. En abril de 2018 se iniciaron los trabajos para construir un satélite de sustitución llamado AngoSat-2. En febrero de 2021, el Ango-Sat-2 estaba preparado en un 60 %. Los funcionarios informaron que el lanzamiento se espera en unos 17 meses, para julio de 2022. Finalmente fue lanzado el 12 de octubre de 2022.

## Demografía

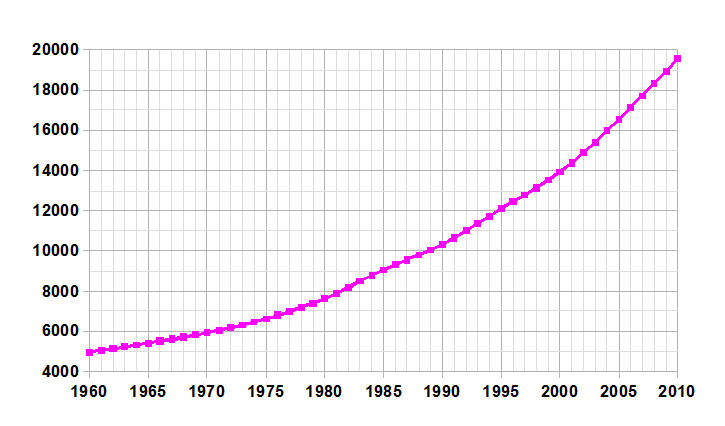
Crecimiento de la población desde 1961 (en miles de habitantes).

Después de los resultados del Censo de Población y Vivienda 2014 Angola tiene una población en 25 789 024 habitantes, siendo un 52 por ciento mujeres. Según datos de 2022, la esperanza de vida al nacer es de 61,9 años. Por su parte, la tasa de mortalidad es de 7,9 fallecidos por cada 1000 habitantes (2022).
La mortalidad infantil está situada en 48,2 fallecidos por cada 1000 nacidos vivos (2022), mientras que la tasa de fertilidad es de 5,2 hijos por mujer (2022).
Hay seis grupos étnicos bien definidos: ovimbundu 37 %, kimbundu 25 %, bakongo 13 %, tucokwe 13 %, vangangela 9 %, vanyaneka 5 %. Cuando se considere el punto de vista del número de hablantes, es la lengua umbundu la que sobresale.

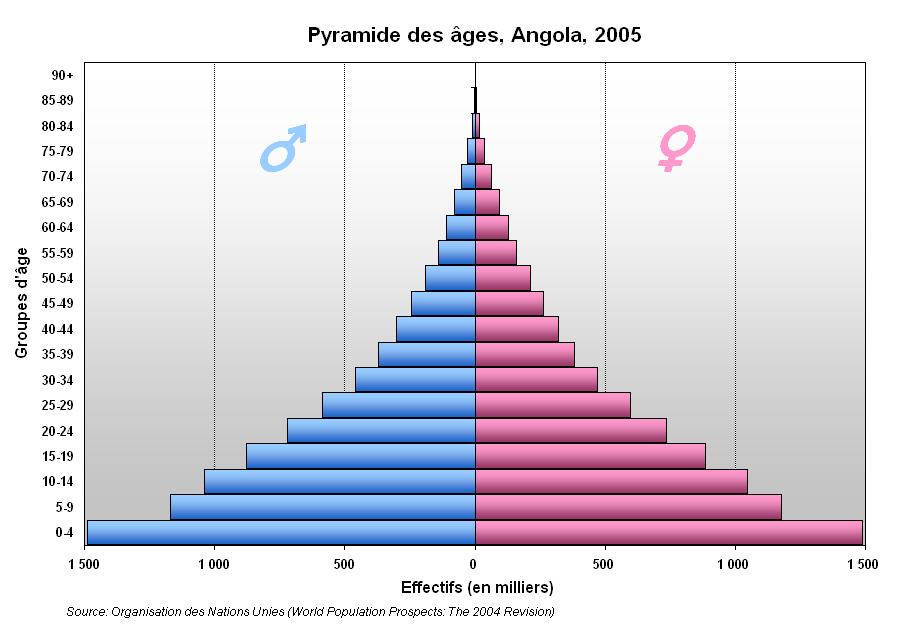
Pirámide poblacional de Angola, 2005.

Se calcula que hacia finales de 2007 había en el país unos 12.100 refugiados y 2900 solicitantes de asilo. De los primeros, 11.400 provenían de Congo-Kinshasa y llegaron en los años 1970. En 2008 había unos 400.000 trabajadores migrantes provenientes del mismo país, al menos 291.900 portugueses y por lo menos 40.000 chinos que trabajan en todo el país, aunque algunos informes estiman que la cifra podría estar en torno a los 259.000. Antes de la independencia había en el país cerca de 500.000 portugueses. Al mismo tiempo, muchos ciudadanos angoleños optaron por emigrar a otros países intentando lograr unas mejores condiciones de vida, siendo Portugal el destino principal.
El portugués se habla como lengua materna por un 60 % de la población, y como segunda lengua por otro 40 %. El dominio del portugués en los hablantes de lenguas africanas se debe a una fuerte influencia de Portugal, en contraposición a Mozambique, que está más alejado de los países lusófonos y por ello retuvo una mayoría de hablantes de lengua bantú.

### Ciudades
El estado está escasamente poblado, con una densidad media de alrededor de 20 hab/km². La urbanización se vio limitada por la insalubridad del clima en la costa. Sin embargo, el 62 % de la población total vivía en zonas urbanas en 2014. La economía de las ciudades sufrió durante la guerra civil. Las siete ciudades más grandes son:
| Puesto | Ciudad   | Imagen | Población*          |
| ------ | -------- | ------ | ------------------- |
| 1      | Luanda   |        | 2 487 444 hab.      |
| 2      | Lubango  |        | 876.339 hab.        |
| 3      | Huambo   |        | 815.685 hab.        |
| 4      | Benguela |        | 623.777 hab.        |
| 5      | Cuíto    |        | 512.706 hab.        |
| 6      | Malanje  |        | 569.474 hab.        |
| 7      | Lobito   |        | 324.050 hab. (2014) |

* Población del año 2018, excepto donde se indica.

### Etnología

Grandes grupos étnicos en 1970.

Los joisán fueron los primeros habitantes de Angola; eran cazadores-recolectores poco numerosos, fueron parcialmente absorbidos por los pueblos bantú que llegaran en el inicio del segundo milenio. En su mayor parte viven hoy en Namibia, Botsuana, sur de Tanzania y norte de Sudáfrica, pero hay grupos que aún residen en el sur de Angola.
La casi totalidad de la población de Angola es étnicamente bantú y constituye una variedad de grupos y subgrupos. El pueblo más importante con aproximadamente el 35 % de la población total son los ovimbundu que habitan el centro del país, y forman importantes minorías en todas las ciudades del país. Aproximadamente el 25 % de la población son ambundu que se concentran en una región que se extiende de Luanda hasta Malanje. Aproximadamente el 15 % son bakongo, que ocupan el noreste de Angola y son muy numerosos en Luanda y otras ciudades angoleñas. Otros pueblos importantes son los lunda y chokwe del noreste. En el este existe un conjunto de grupos más pequeños generalmente designados como ngangela; el sur es habitado por un pueblo de pastores, los ovambo, cuya mayoría vive en Namibia. Sus vecinos en el suroeste son los pueblos agro-pastores designados como nyaneka-khumbi. En el desierto del Namib se encuentran pequeños grupos de pastores emparentados con los herero de Namibia, y en el extremo sureste hay un conjunto de grupos de cazadores y pescadores colectivamente llamados xindonga.

### Idiomas
La lengua oficial de derecho y de facto es el portugués. Así el artículo 9 de la «Lei de Bases do Sistema de Educação» (2001) establece que la enseñanza se realice en esta lengua, la «Lei de Defesa do Consumidor» (2003) establece que la información se facilite en portugués, y normas similares se incluyen en el Código de la Circulación y el de Aduanas. Por otro lado, la Ley de Prensa de 2006 contempla la promoción de las lenguas nacionales (línguas nacionais), que no se enumeran pero que están especificadas en la nueva Constitución; son, por orden de importancia numérica, el umbundu, el kimbundu, el kikongo, el chókwè, el nganguela y el kwanyama.

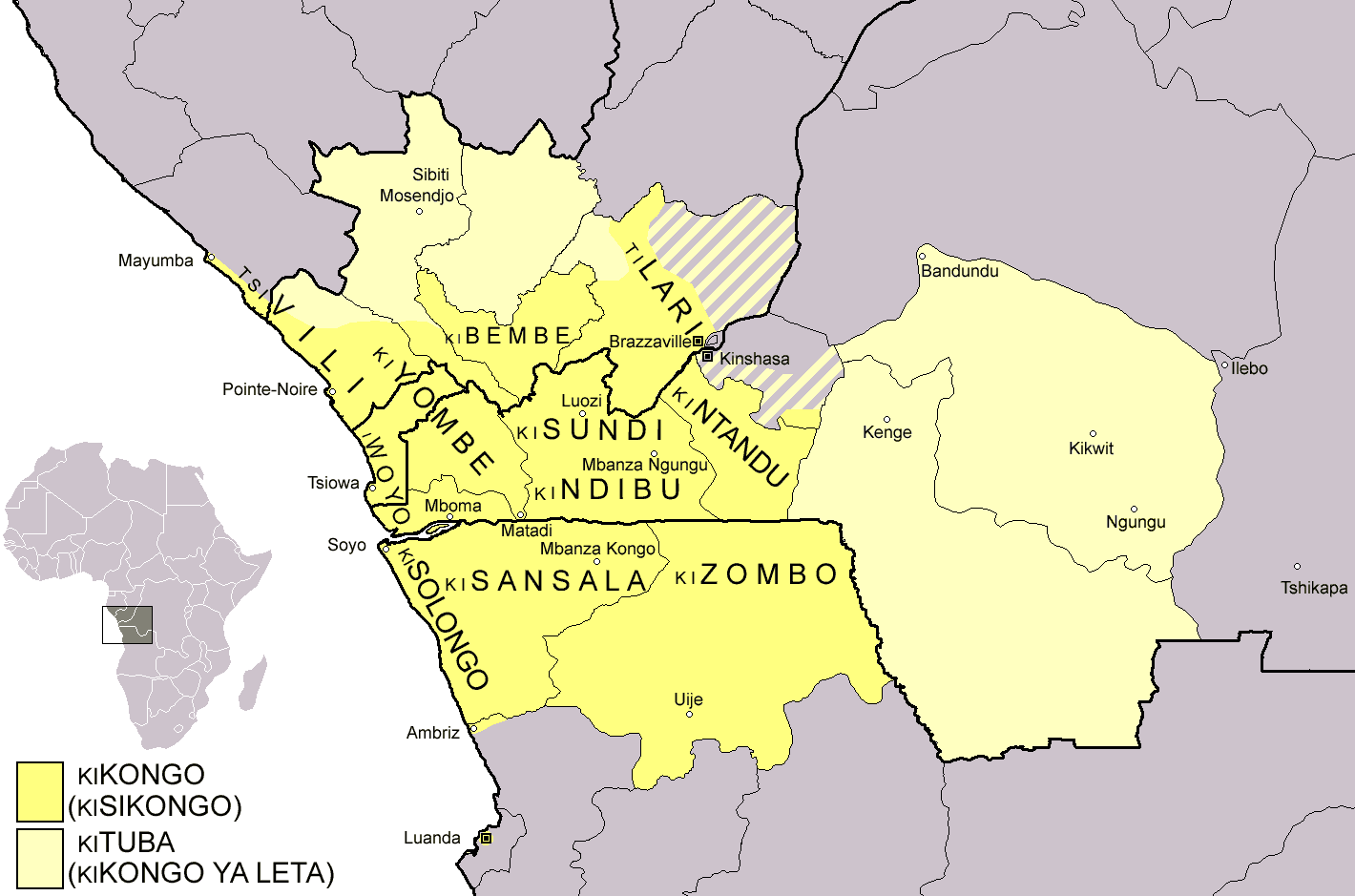
Extensión del kikongo.

El conocimiento del portugués y su uso como lengua franca entre los miembros de diversos grupos lingüísticos se reforzó durante el periodo de la guerra civil, no por la escolarización sino por la necesidad producida por el desplazamiento masivo hacia las ciudades de personas de diverso origen que huían de las zonas de combate. Un estudio publicado en el diario O Público en 1995, estimaba que un 99 % de los habitantes de Luanda eran capaces de expresarse en portugués, mientras que había caído el uso del kimbundu, particularmente entre los jóvenes. Esta es, naturalmente, una situación excepcional: en otras ciudades, el conocimiento y uso del portugués son menos marcados y el dominio de los respectivos idiomas locales se preservó más. En cuanto a las zonas rurales, hay siempre un claro predominio del idioma local. Aun así, el dominio de la lengua colonial por parte de la población local es muy elevado en comparación con la mayoría de países africanos.

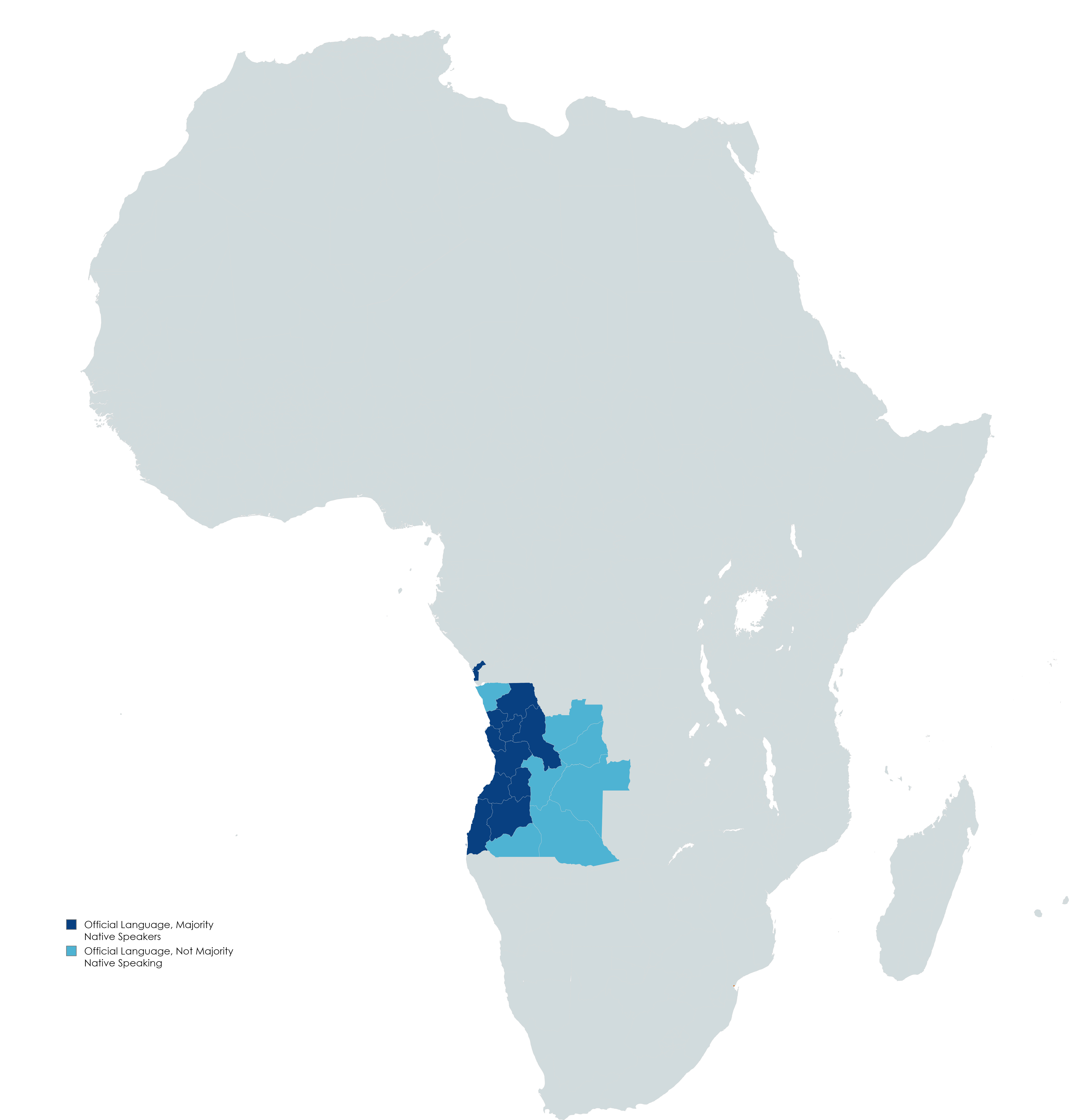
Situación de lo portugués en cada provincia:
El portugués como lengua materna mayoritaria
El portugués como lengua oficial pero no mayoritaria

Actualmente las lenguas bantú de Angola han cobrado importancia con la creación de la Facultad de Letras de la Universidade Agostinho Neto de Luanda dónde hay cursos de lenguas y cultura haciendo hincapié en lenguas y literaturas nativas africanas.
- La lengua kwanyama es el idioma principal empleado en la provincia de Cunene (425.000 personas) y en el norte de Namibia, región de Ovambolandia (240.000 personas).
- El kikongo es la lengua del pueblo kongo compuesto por más de 4 500 000 personas que viven en el suroeste de Congo-Brazzaville, oeste de Congo-Kinshasa y noroeste de Angola, con comunidades importantes en todas las ciudades mayores de Angola.
- El kimbundu es el idioma de los ambundu, con cerca de 4 millones de personas, que habitan Luanda y la región que se extiende de la capital hasta Malanje.
- El umbundu es utilizado por cerca de 5 millones de personas del pueblo ovimbundu principalmente en las provincias de Huambo, Bié y Benguela.

Curiosamente, debido a la presencia militar cubana en la guerra civil angoleña, hay una comunidad de cerca de dos mil personas que hablan el idioma español en la ciudad de Luena.[cita requerida]

### Religión
| Religión en Angola    | Religión en Angola | Religión en Angola | Religión en Angola | Religión en Angola |
| --------------------- | ------------------ | ------------------ | ------------------ | ------------------ |
| Religión              | Religión           |                    | Porcentaje         | Porcentaje         |
| Iglesia católica      | Iglesia católica   |                    | 64.1 %             | 64.1 %             |
| Otros cristianos      | Otros cristianos   |                    | 25.1 %             | 25.1 %             |
| Animismo              | Animismo           |                    | 7.5 %              | 7.5 %              |
| Irreligioso           | Irreligioso        |                    | 1.7 %              | 1.7 %              |
| Islam                 | Islam              |                    | 1 %                | 1 %                |
| otros                 | otros              |                    | 0.6 %              | 0.6 %              |
| Fuente: censo de 2010 |                    |                    |                    |                    |

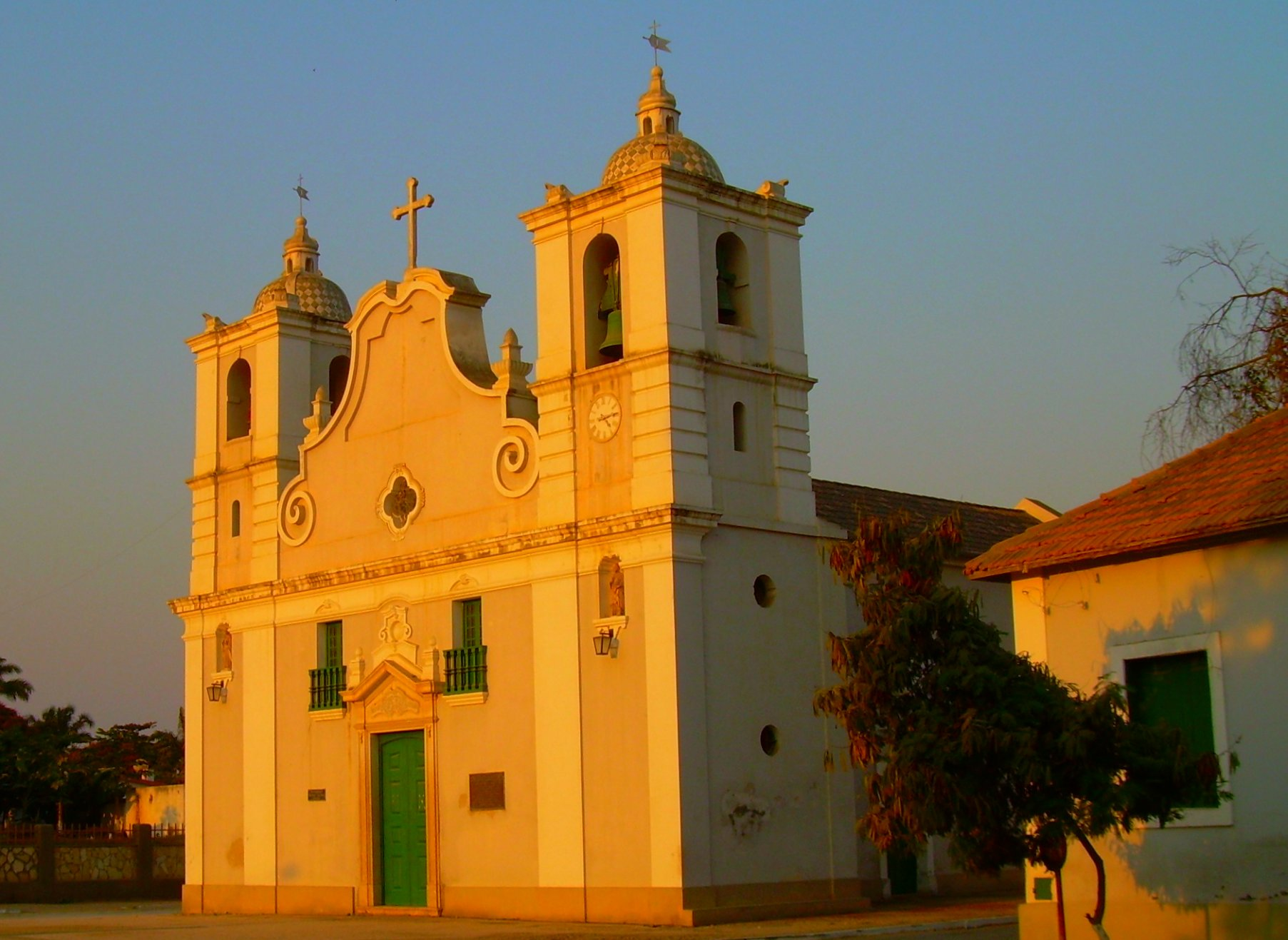
Iglesia católica en Benguela.

El cristianismo es la religión predominante en Angola. El World Christian Database afirma que de los angoleños el 93,5 % es cristiano, el 4,7 % practicante de religiones étnicas (indígenas), el 0,6 % musulmán, el 0,9 % agnóstico y un 0,2 % no religioso. Sin embargo, otras fuentes sitúan el porcentaje de cristianos en 53 %, el resto de la población adhiriéndose a las creencias indígenas. Según estas fuentes, de los cristianos en Angola, el 72 % son católicos, y el 28 % restante se divide entre bautistas, presbiterianos, reformados evangélicos, (pentecostales, metodistas, luteranos) y algunos pequeños cultos cristianos.
En un estudio de evaluación de los niveles de las naciones de la regulación religiosa y la persecución con el puntaje de 0-10, donde 0 representa niveles bajos de la regulación o la persecución, Angola obtuvo un 0,8 en el Reglamento de Gobierno de la Religión, 4 en regulación social de la religión, 0 en el favoritismo del gobierno en la religión y 0 en el caso de persecución religiosa.
Las principales denominaciones protestantes son los metodistas, bautistas, congregacionalistas (Iglesia Unida de Cristo), y las Asambleas de Dios. El mayor grupo religioso sincrético es la Iglesia kimbanguista, cuyos seguidores creen que el pastor congoleño de mitad del siglo XX José Kimbangu fue un profeta. Una pequeña porción de la población de las zonas rurales del país practica religiones tradicionales o indígenas. Hay una pequeña comunidad islámica en torno a los migrantes de África Occidental.
En la época colonial las poblaciones costeras del país eran principalmente católicas, mientras que había grupos misioneros protestantes activos en el interior. Con el desplazamiento social masivo causado por 26 años de guerra civil, esta división ya no es generalmente válida.
Los misioneros extranjeros fueron muy activos antes de la independencia en 1975, aunque las autoridades imperiales portuguesas expulsaron a muchos misioneros protestantes y cerraron estaciones de misión basados en la creencia de que los misioneros estaban incitando a los sentimientos independentistas. Los misioneros han podido regresar al país desde principios de los años 1990, aunque las condiciones de seguridad debido a la guerra civil han impedido la restauración de muchos de sus antiguos lugares de misión en el interior del país.
La religión católica se mantiene a sí misma en contraste con las principales denominaciones protestantes, que son mucho más activas en tratar de ganar nuevos miembros. Las principales denominaciones protestantes proporcionan ayuda a los pobres en forma de semillas de cultivos, animales de granja, atención médica y educación en inglés, matemáticas, historia y religión.

### Sanidad

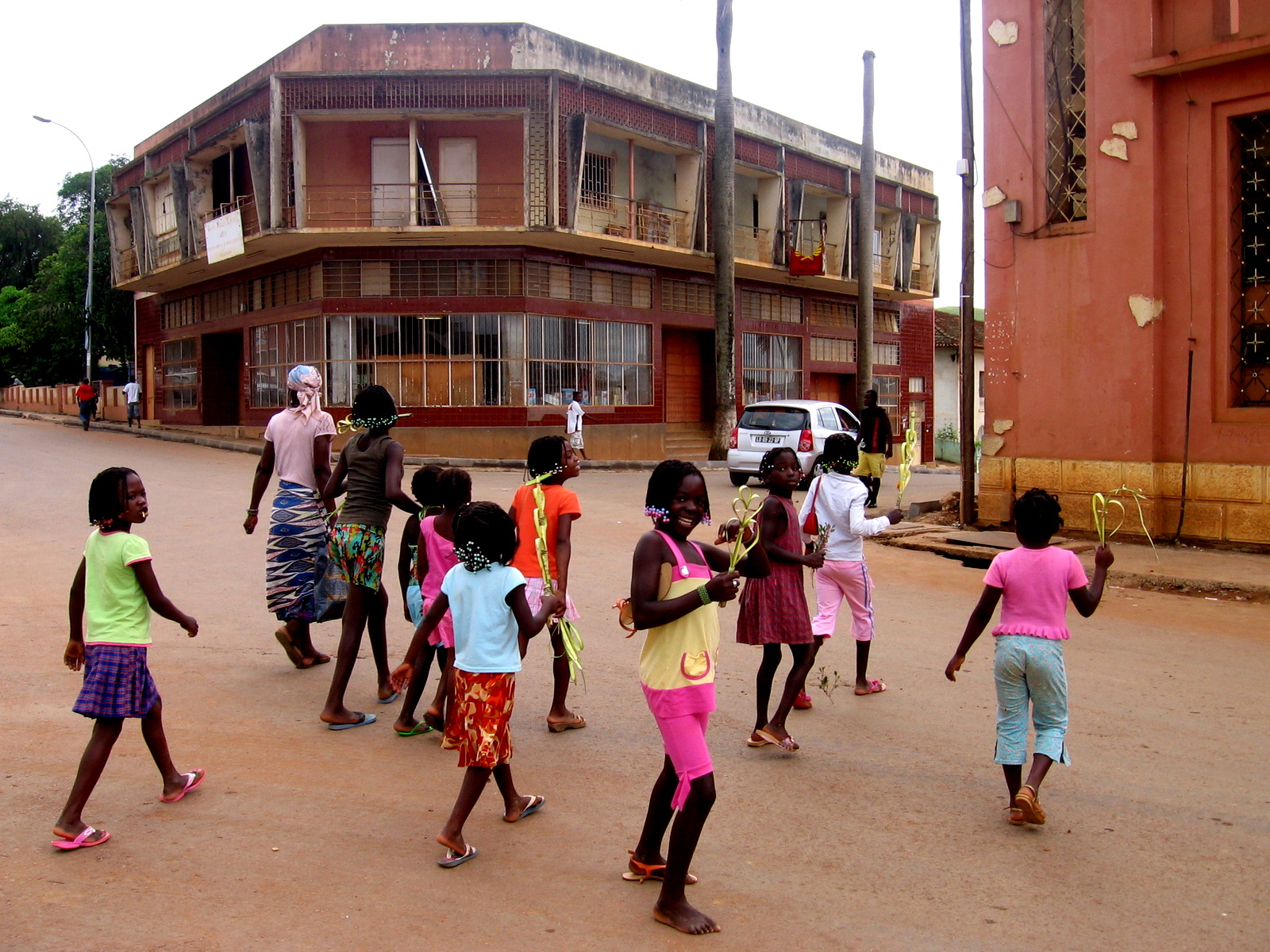
Niñas angoleñas.

Estudios realizados en 2007 concluyeron que en Angola es común un bajo y deficiente nivel de niacina (vitamina B3). Las epidemias de cólera, la malaria, la rabia y las fiebres hemorrágicas africanas, como la fiebre hemorrágica de Marburg, son enfermedades comunes en varias partes del país. Muchas regiones del país tienen altas tasas de incidencia de la tuberculosis y altas tasas de prevalencia del VIH. El dengue, la filariasis, la leishmaniasis y la oncocercosis (ceguera de los ríos) son otras enfermedades transmitidas por insectos que también se producen en la región. Angola tiene una de las más altas tasas de mortalidad infantil y una de las expectativas de vida más bajas en el mundo.
Por otra parte, el aborto en Angola no está permitido.

### Educación
Desde la independencia la educación es gratuita y obligatoria para los niños y niñas entre los 6 y los 9 años. En el ciclo lectivo de 2000, 1 178 485 alumnos estaban inscritos en la enseñanza primaria. Las tasas de escolarización en las enseñanzas secundaria y superior fueron del 19 % y 1 %, respectivamente. El gobierno se ha comprometido a realizar un drástico incremento de la tasa de alfabetización (estimada en casi el 42 %), pero esto choca con la carencia de profesores y hasta 2002 la continuación del enfrentamiento civil. En los años 2008 y 2009, se hicieron inversiones muy importantes en el sector de la enseñanza primaria, tanto en términos de infraestructura como en forma de contratación de miles de profesores.
Durante la mayor parte del mandato colonial la educación no estuvo especialmente atendida en Angola. En la enseñanza primaria había una separación entre las escuelas regulares, para blancos, mestizos y negros considerados «civilizados» (en número superior al de las otras razas), y escuelas de menor calidad para la población considerada como «indígena», casi todas en manos de misiones católicas o protestantes. Con la abolición del Estatuto do Indigenato en 1962, esta separación fue abandonada y los «no civilizados» pasaron también al estatuto de ciudadano. En las ciudades las escuelas públicas abrieron sus puertas a todos, y su número aumentó considerablemente. En las zonas rurales, muchas escuelas públicas se unieron a las escuelas misionarias, pero en estas zonas la calidad de la enseñanza continuó siendo inferior a la de las zonas urbanas.
Tras la independencia la única universidad del país era la Universidade Agostinho Neto (UAN), pública, fundada en 1976 como sucesora de la «Universidade de Luanda» construida en el último periodo colonial. A partir de su sede en Luanda, la UAN pasó a desarrollar campus en todas las ciudades importantes, comprendiendo a mediados del 2000 un total de cerca de 40 facultades. En los años 1980 fue fundada la «Universidade Católica de Angola», propiedad de la Iglesia católica (arquidiócesis de Luanda). Cuando en 1991 Angola pasó de un régimen de partido único de inspiración marxista a una democracia multipartidista, se abrió la posibilidad de fundar más universidades privadas. Hasta 2010 se fundaron casi 20 universidades privadas, en su mayor parte en Luanda, pero también en Benguela y Lubango. En 2009 y 2010 ocurrió el desmembramiento de la UAN, que hoy comprende tan solo el campus de Luanda y una extensión («pólo») en la provincia de Bengo. Los otros campus se han transformado en universidades regionales autónomas: en Benguela la «Universidade Katyavala Bwila», en Cabinda la «Universidade 11 de Novembro», en Huambo la «Universidade José Eduardo dos Santos», en Lubango la «Universidade Mandume ya Ndemufayo», en Malange la «Universidade Lueij A'Konda», y en Uíge la «Universidade Kimpa Vita». El nivel de todas estas universidades no sería muy alto, y realizaron poca investigación científica.[cita requerida]

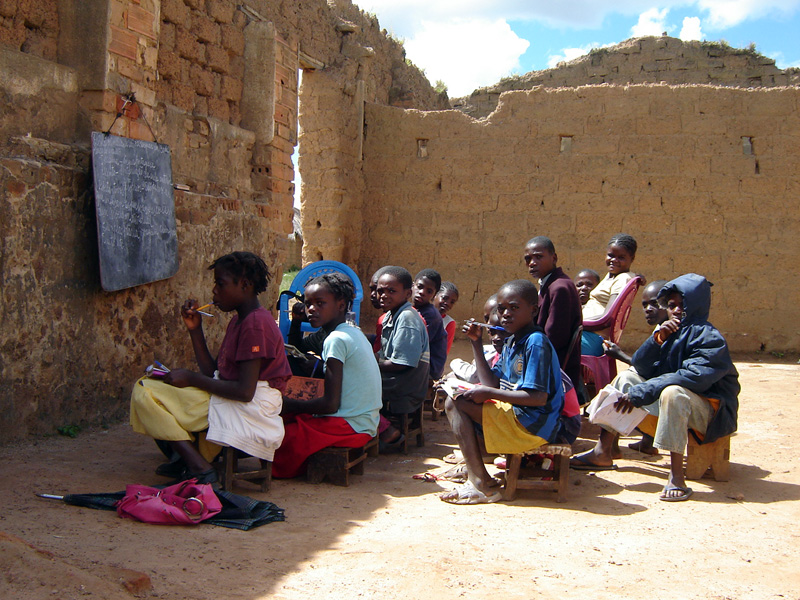
Niños asistiendo a una clase al aire libre en la provincia de Bié.

## Cultura

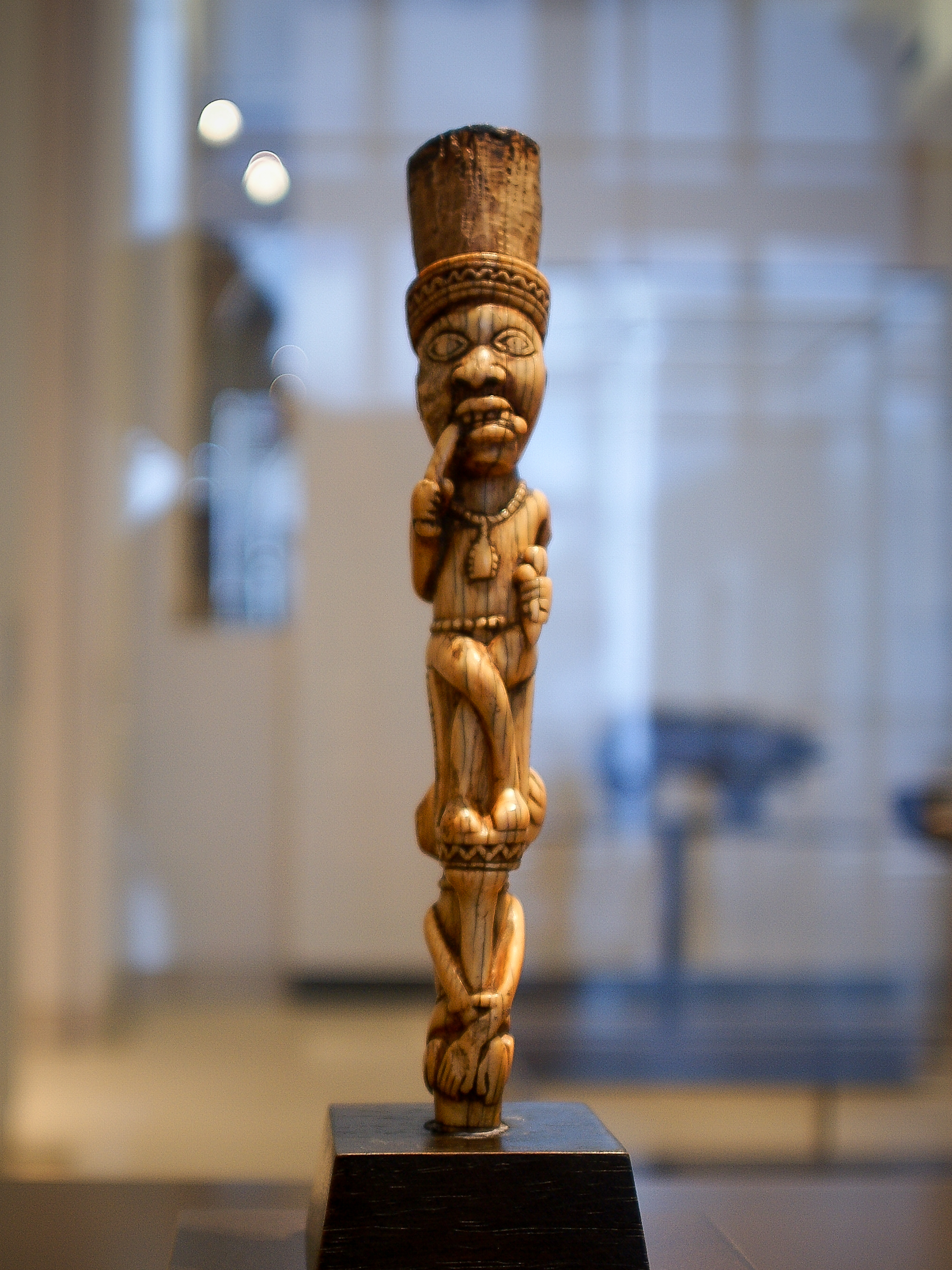
Escultura del pueblo Yombe.

La cultura de Angola es la de todas las etnias que existen en el país. A pesar de la presencia portuguesa desde el siglo XVI, y la ocupación colonial desde inicios del siglo XX, la cultura angoleña es principalmente nativa, propia de los pueblos bantú, mezclada habitualmente con la cultura portuguesa. Las diversas comunidades étnicas han conseguido mantener sus propias tradiciones e idiomas como el umbundu, kimbundu, kikongo o uchokwe.
Lo más relevante de las manifestaciones culturales de Angola son los restos de las construcciones coloniales portuguesas. En la capital Luanda, se distinguen las fortalezas de São Pedro y São Miguel. Entre los siglos XVII y XIX, Angola fue una de las bases más importantes de la trata de esclavos. Allí eran embarcados principalmente personas de etnia bantú destinadas a las plantaciones de la caña de azúcar de Brasil.
Entre las manifestaciones culturales actuales hay que resaltar los trabajos artesanales de las etnias bantús, quioco y mbundu, y la danza de guerra o Capoeira, exportada y desarrollada aún más en Brasil.

### Miss Universo
Leila Lopes, el 12 de septiembre de 2011, trajo el título de Miss Universo por primera vez a Angola.

### Literatura
La literatura de Angola se ha desarrollado sobre todo en portugués por tratarse de un país lusófono, aunque es un país plurilingüe.
Agostinho Neto, el primer presidente del país fue también un conocido poeta. Otros escritores relevantes son Viriato da Cruz, Antonio Jacinto, Oscar Ribas, Ana Paula Ribeiro Tavares, Mario Antonio, José Eduardo Agualusa, Arlindo Barbeitos, Henrique Abranches, Pepetela, Botelho de Vasconcelos, Luandino Vieira y Ondjaki, uno de los autores africanos más reconocidos en la actualidad.
Luandino Vieira recibió en 2006 el premio Camões, pero no lo aceptó ni los $128.000 dólares por «razones personales e íntimas».

### Fiestas
| Fecha            | Nombre                                       | Nombre en español                                    | Notas |
| ---------------- | -------------------------------------------- | ---------------------------------------------------- | --- |
| 1 de enero       | Ano Novo                                     | Año Nuevo                                            | |
| 4 de enero       | Dia dos Martires da Repressão Colonial       | Día de los mártires de la represión colonial         | |
| 4 de febrero     | Día Nacional da Luta Armada                  | Día Nacional de la Lucha Armada                      | Fecha del comienzo de la guerra colonial portuguesa (1961-1974)                                                      |
| 8 de marzo       | Dia Internacional da Mulher                  | Día Internacional de la Mujer                        | |
| 4 de abril       | Dia da Paz                                   | Día de la Paz                                        | Fecha del acuerdo de paz entre las fuerzas armadas de Angola y el partido UNITA (sin la presencia de Jonas Savimbi). |
| 1 de mayo        | Dia do Trabalho                              | Día del Trabajo                                      | |
| 1 de junio       | Dia Internacional da Criança                 | Día Internacional del Niño                           | |
| 17 de septiembre | Fundador da Nação e Dia dos Heróis Nacionais | Fundador de la Nación y Día de los Héroes Nacionales | Nacimiento de António Agostinho Neto (1922-1979), primer presidente de Angola                                        |
| 11 de noviembre  | Dia da Independência                         | Día de la Independencia                              | Fecha de la proclamación de independencia de Angola respecto de Portugal                                             |
| 25 de diciembre  | Natal                                        | Navidad                                              | |
| 31 de diciembre  | Último dia do ano                            | Último día del año                                   | Nochevieja |

### Danza
En Angola se distinguen distintos géneros en música, significados, formas y contextos, como medio de comunicación religiosa, curación, rituales, e incluso la intervención social. No se restringe al ámbito de aplicación tradicional y popular, también es visible a través de lenguas académica y contemporáneas. La presencia constante de la danza en la vida cotidiana es el producto de un contexto cultural, apelando a la internalización de las estructuras rítmicas tempranas. Esta conexión se fortalece con la participación de los jóvenes en diferentes celebraciones sociales, donde la danza ha sido decisiva como factor de integración y preservación de la identidad y el espíritu de la comunidad. Después de varios siglos de la colonización portuguesa, en Angola surgen las mezclas con otras culturas ya presentes en Brasil, Mozambique y Cabo Verde. Hoy en día Angola se destaca por muchos estilos musicales diferentes, siendo los principales la semba, la kizomba y el kuduro.

## Deportes

### Baloncesto
Angola tiene una larga tradición en baloncesto. En los juegos Olímpicos de Barcelona 1992 ganó a la selección española. Además, es por doce veces consecutivas campeona de África, y en el país se creó la primera liga profesional del continente.

### Fútbol

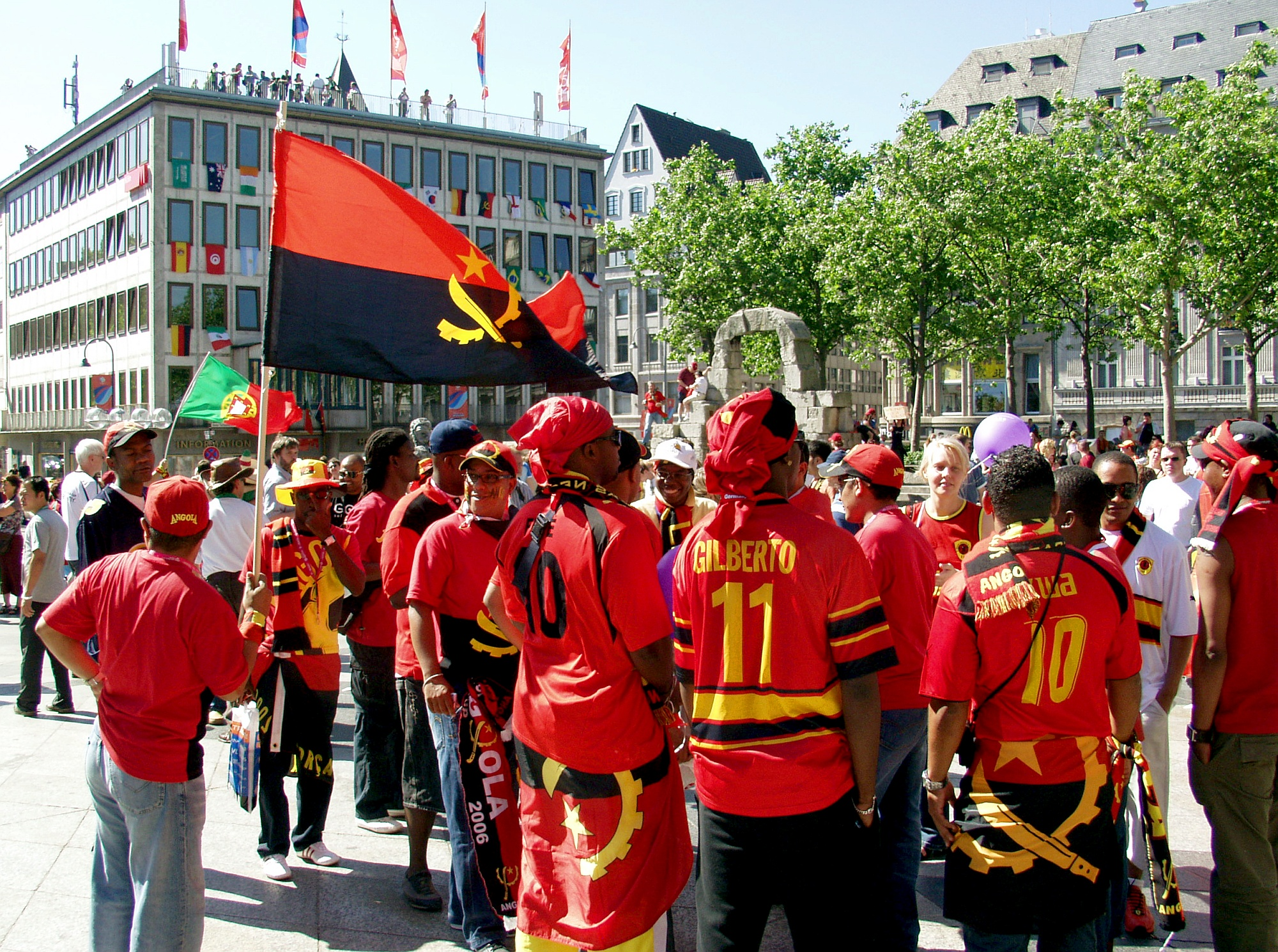
Simpatizantes de la selección de fútbol de Angola en Colonia, Alemania.

La selección nacional hizo historia tras clasificarse al mundial de 2006, celebrado en Alemania, donde tuvo una digna actuación al empatar con México (0:0) e Irán (1:1), y una derrota con Portugal (0:1). Finalizando así en el tercer puesto del Grupo D (tras Portugal y México) y quedando eliminada. A nivel continental, ha disputado ocho veces la Copa Africana de Naciones, sin tener grandes éxitos, ya que accedió a cuartos de final en solo tres oportunidades (2008, 2010 y 2023).
El máximo goleador de Angola es Akwá, quien marcó treinta y nueve goles con la selección, llegando a ser el capitán de «Las Palancas Negras» en el 2006, mientras que su compañero Flávio Amado es el autor del primer y hasta el momento único gol de Angola en los mundiales. Asimismo los únicos jugadores que han ganado torneos internacionales con clubes son Flávio Amado, quien ganó la Liga de Campeones de la CAF con Al-Ahly en tres ocasiones (2005, 2006 y 2008), siendo además el primer jugador angoleño en ganar un torneo internacional de clubes, mientras que Bastos se convirtió en el primer jugador africano en ganar la Copa Libertadores. Esto sucedió después que Botafogo ganara la edición de 2024, siendo figura del equipo Carioca. También se puede destacar el caso de Vata, quien es el primer jugador angoleño cuyo equipo llegó a una final de la Liga de Campeones de la UEFA con Benfica, quien perdería por la mínima (1:0). Esto sucedió en la  edición 1989-90.
Girabola es la primera división y la competición de más alto nivel de Angola. Fue fundada en 1979 y los dos equipos más ganadores son el Petro de Luanda y el Primeiro de Agosto, con quince y trece títulos, respectivamente.

### Otros deportes
Angola ganó tres medallas de plata en los Juegos Olímpicos de Pekín 2008. Angola y Mozambique tienen los dos seleccionados nacionales de hockey sobre patines más destacadas de África. En 2013 se desarrolló en Luanda el Campeonato mundial de dicha disciplina deportiva. El velocista nacional que se colocó en la segunda posición, elevó a tres el número de medallas de plata que conquistó en este evento deportivo paralímpico, cuya ceremonia de clausura tuvo lugar en el estadio Ninho de Pássaro (Nido de Pájaro). Sayovo cronometró 50 segundos y 44 décimos, mientras que el primer calificado el brasileño Lucas Prado totalizó 50,27. Con estos tiempos el atleta angoleño conservó su récord paralímpico batido en Atenas 2004 (50,03). Evalina Alexandre participó en la final de los 200 metros para discapacitados con ceguera parcial (clase t12) y se clasificó en principio, pero una irregularidad de su guía que según la organización, cortó la meta milímetros antes que la atleta, quitó a la corredora del podio.
Se cree que la Capoeira tiene sus raíces en Angola, este arte marcial era practicado por los esclavos angoleños llevados a Brasil.